# Antoni Gaudí
Pour les articles homonymes, voir Gaudi (homonymie) et Cornet.
Antoni Gaudí i Cornet, né le 25 juin 1852 à Reus ou Riudoms et mort le 10 juin 1926 à Barcelone, est un architecte catalan de nationalité espagnole et principal représentant du modernisme catalan. Son travail a marqué de façon durable l'architecture de la ville de Barcelone et constitue une « contribution créative exceptionnelle […] au développement de l'architecture et des techniques de construction ». À ce titre, sous le nom d'« Œuvres de Gaudí », sept de ses œuvres ont été inscrites par l'UNESCO au patrimoine mondial de l'Humanité : le parc Güell, le palais Güell, la Casa Milà, la Casa Vicens, la façade de la Nativité et la crypte de la Sagrada Família, la Casa Batlló et la crypte de la Colonie Güell.
Doté d'une intuition et d'une capacité créative hors du commun, Gaudí concevait ses immeubles de manière globale, depuis les questions structurales jusqu'aux aspects fonctionnels et décoratifs. Il étudiait ses créations dans les moindres détails, intégrant à l'architecture toute une série d'ouvrages artisanaux dont il maîtrisait les techniques à la perfection : la céramique, la verrerie, la ferronnerie, la charpente, etc. C'est ainsi qu'il introduisit de nouvelles techniques dans le traitement des matériaux, comme son trencadis, fait de pièces de céramiques cassées.
Après des débuts influencés par l'art néogothique et par des tendances orientalistes, Gaudí aboutit à l'Art nouveau (« modernisme catalan ») à l'époque de sa plus grande effervescence, entre la fin du XIXe siècle et le début du XXe. Cependant il alla bien au-delà de l'art nouveau orthodoxe, créant un style personnel fondé sur l'observation de la nature mais aussi sur l'utilisation de surfaces géométriques réglées, comme le paraboloïde hyperbolique, l'hyperboloïde, l'hélicoïde et le conoïde. Bien souvent, ses réalisations, ne possédant pas d'angles droits, sont ondulantes et asymétriques.
L'architecture de Gaudí est également profondément marquée par la recherche de nouvelles solutions structurales, qu'il atteignit au terme d'une vie entièrement consacrée à l'analyse de la structure optimale de l'immeuble intégré dans son environnement, en une synthèse de tous les arts et métiers. Par l'étude et la pratique de solutions nouvelles et originales, l'œuvre de Gaudí trouve son aboutissement dans un style organique, inspiré par la nature, mais qui ne perd rien de l'expérience apportée par les styles antérieurs, une œuvre architectonique qui est une symbiose parfaite de la tradition et de l'innovation. C'est ainsi que toute son œuvre est marquée par ce qui furent les quatre passions de sa vie : l'architecture, la nature, la religion et l'amour de la Catalogne.
L'œuvre de Gaudí a atteint au cours du temps une large diffusion internationale. Les études sur sa conception de l'architecture sont innombrables. Au début du XXe siècle, il est admiré aussi bien par les professionnels que par le public en général : la Sagrada Família est devenue l'un des monuments les plus visités d'Espagne.

## Biographie

### Naissance, enfance et études

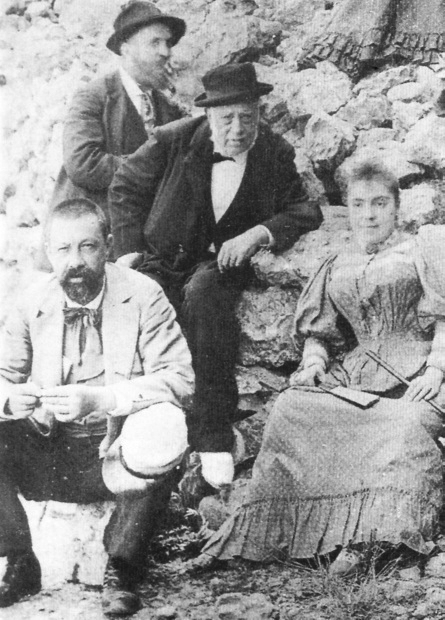
Gaudí (au fond) avec son père (au centre), sa nièce Rosa et le Dr Santaló, lors d'une visite au monastère de Montserrat en 1904.

Antoni Gaudí est né en 1852, d'un père industriel chaudronnier, Francesc Gaudí i Serra (1813-1906), et d'Antónia Cornet i Bertran (1819-1876). Il était le benjamin d'une famille de cinq enfants, dont seuls trois parvinrent à l'âge adulte : Rosa (1844-1879), Francesc (1851-1876) et Antoni. La famille est originaire du sud de la France, d'Auvergne, d'où l'un des ancêtres, Joan Gaudí, vendeur ambulant, passa en Catalogne au XVIIe siècle. Le nom de famille d'origine pourrait être Gaudy ou Gaudin.
On ne connaît pas le lieu de naissance exact de Gaudí, car il ne reste aucun document d'état-civil, et il existe une controverse entre Reus et Riudoms (deux communes voisines et limitrophes de la région du Baix-Camp) sur la localité de naissance de l'architecte. Dans la plupart des documents de Gaudí, ceux de sa période étudiante comme ceux de sa vie professionnelle, il figure comme né à Reus. Cependant, Gaudí lui-même fit savoir en diverses occasions qu'il était de Riudoms, lieu d'origine de sa famille paternelle. Le nom qui figure sur son acte de baptême est Antoni Plàcid Guillem Gaudí i Cornet.
Quoi qu'il en soit, Gaudí avait une grande estime pour sa terre natale, ce qui apparaît dans un méditerranéisme qui a influencé durablement son architecture : Gaudí disait que les peuples méditerranéens ont un sens inné de l'art et du dessin, qu'ils sont créatifs et originaux, tandis que les peuples nordiques sont plus techniques et répétitifs.
Selon lui, « Nous, nous possédons l'image. L'imagination vient des spectres. L'imagination est le propre des gens du Nord. L'image est le propre du Méditerranéen. Oreste sait où il va, tandis qu'Hamlet erre parmi les doutes ».

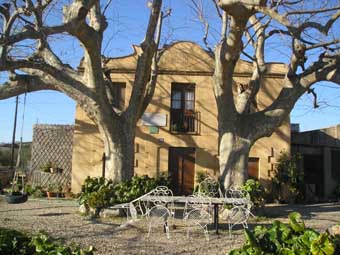
Le Mas Calderera, la maison familiale des Gaudí à Riudoms.

Les séjours estivaux de Gaudí au Mas de la Calderera, la maison familiale de Riudoms, lui permirent de connaître et d'étudier profondément la nature. Il aimait son contact, ce qui le conduisit plus tard à devenir membre du Centre Excursionniste de Catalogne (1879), groupe avec lequel il fit de nombreux voyages à travers la Catalogne et le sud de la France. Parfois, il pratiquait l'équitation ou parcourait en un jour une dizaine de kilomètres à pied.
Le petit Gaudí était de nature maladive, sujet dès l'enfance aux rhumatismes, ce qui lui conférait un caractère un peu renfermé et réservé. Peut-être est-ce pour cette raison qu'adulte, il devint végétarien, et adepte des théories hygiénistes du docteur Kneipp. Ces convictions, ainsi que sa foi religieuse l'amenèrent à se livrer régulièrement à des jeûnes sévères, au point qu'à plusieurs reprises il mit sa vie en danger, comme en 1894, où il tomba gravement malade à cause d'un jeûne prolongé.
Il commença sa scolarité dans l'école maternelle du maître Francesc Berenguer, père de celui qui allait devenir l'un de ses principaux collaborateurs, puis passa dans l'école religieuse (Escolapios) de Reus. Il se distingua en dessin, collaborant à l'hebdomadaire El Arlequín. Il travailla également un temps comme apprenti dans la fabrique textile Vapor Nou de Reus. En 1868, il s'installa à Barcelone pour suivre un enseignement secondaire au Couvent du Carmel de la cité comtale. Durant son adolescence, il fut attiré par le socialisme utopique, réalisant avec deux de ses compagnons d'études, Eduard Toda i Güell et Josep Ribera i Sans, un projet de restauration pour le Monastère de Poblet, qui l'aurait transformé en phalanstère utopico-social.
Entre 1875 et 1878, il effectua son service militaire dans l'Infanterie à Barcelone, à un poste d'administration militaire. Il fut la majeure partie du temps exempté de service pour raisons de santé, ce qui lui permit de poursuivre ses études. Grâce à cela, il n'eut pas à combattre pendant la Troisième guerre carliste.
L'année 1876 fut marquée par deux événements tristes : la mort de sa mère, à 57 ans, et celle de son frère Francesc, 25 ans, médecin tout juste diplômé, qui n'exerça jamais.
Gaudí suivit les cours d'architecture de l'école de la Llotja et ceux de l'École provinciale d'architecture de Barcelone, dont il sortit diplômé en 1878. À côté des matières d'architecture, il assista à des cours de français et suivit quelques cours d'histoire, d'économie, de philosophie et d'esthétique. Son dossier universitaire est moyen ; Gaudí se préoccupait plus de ses propres centres d'intérêt que des matières officielles. Elies Rogent, Directeur de l'École d'architecture de Barcelone, dit, lors de la remise de diplôme :
« Nous avons accordé le diplôme à un fou ou à un génie. Le temps nous le dira. »
Pour payer ses études, Gaudí travailla comme dessinateur pour divers architectes et constructeurs, comme Leandre Serrallach (es), Joan Martorell, Emili Sala i Cortés, Francisco de Paula del Villar y Lozano ou Josep Fontseré. Peut-être est-ce pour cette raison qu'en recevant son diplôme, Gaudí fit ce commentaire à son ami le sculpteur Llorenç Matamala :
« Llorenç, il paraît que maintenant je suis architecte. »
Il travailla dès ses débuts avec l'architecte Josep Fontseré sur le projet du parc de la Ciutadella. Sa carrière commenca vraiment en 1883, avec le début de l'édification de la Casa Vicens.
Jeune architecte, il est d'abord inspiré par Eugène Viollet-le-Duc mais bien vite, il rompt avec le style néogothique et se fait remarquer par son originalité et sa fantaisie. Dès ses premiers projets, il fait cohabiter architecture et mobilier. Inscrit dans la mouvance de l'Art nouveau alors en vogue en Europe, il deviendra rapidement le porte-étendard du modernisme, qui en est la variante catalane. La principale caractéristique de ce courant est de s'inspirer de la nature dans les formes, la géométrie et les couleurs.
Également, l'architecture de Gaudi inspirera l'architecte autrichien Friedensreich Hundertwasser dans son utilisation de nombreuses couleurs, de courbes et de murs « en vague ».

### Maturité et vie professionnelle

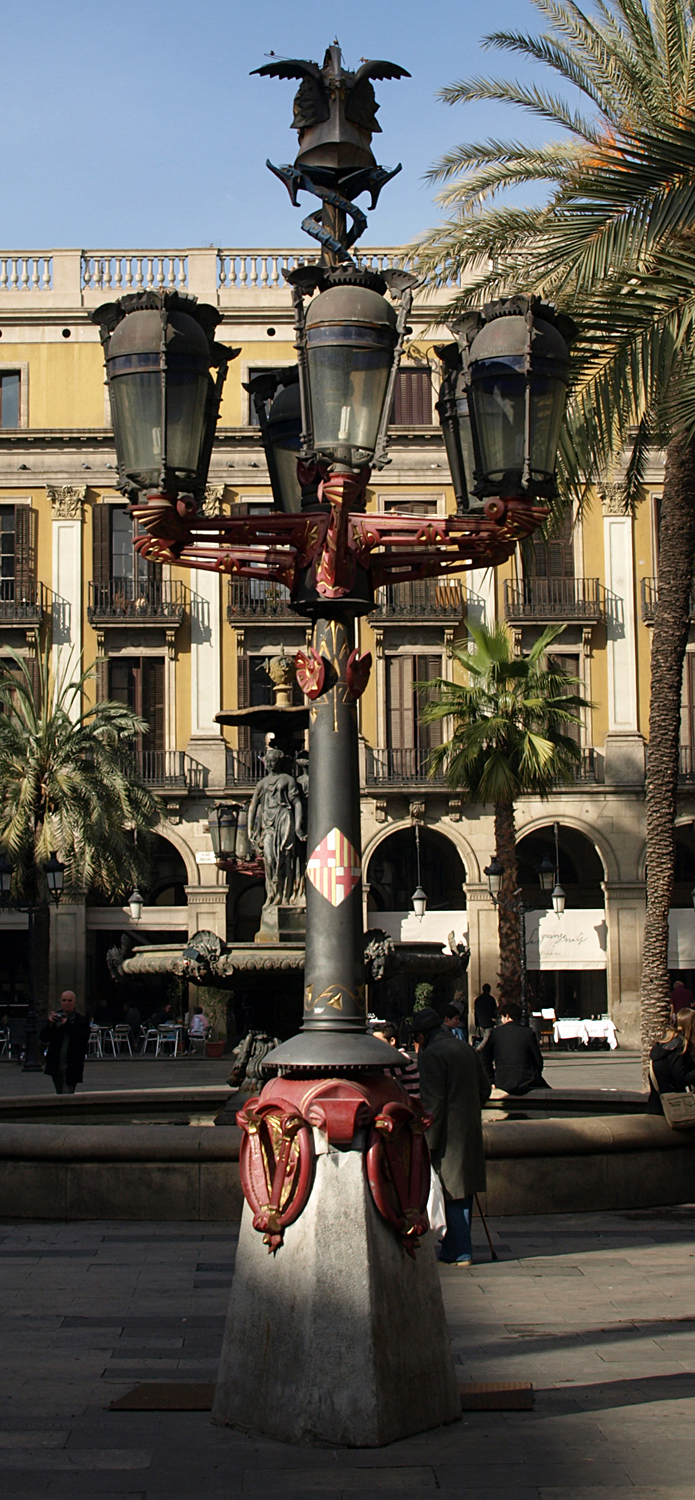
Lampadaires de la place Royale de Barcelone, un des premiers projets de Gaudí.

Ses premiers projets furent des lampadaires pour la place Royale de Barcelone, un projet jamais réalisé de Kiosko Girossi, et le bâtiment de la Coopérative ouvrière de Mataró. Avec sa première commande importante, la Casa Vicens, Gaudí commença à connaître une certaine renommée, et il reçut des commandes d'envergure toujours croissante. À l'Exposition universelle de 1878 à Paris, il exposa une vitrine réalisée pour la ganterie Comella. La conception moderniste de cette œuvre, à la fois fonctionnelle et esthétique, impressionna le riche industriel catalan Eusebi Güell qui, après l'exposition, prit contact avec l'architecte et lui passa commande de divers projets qu'il envisageait. Ce fut le début d'une longue amitié et d'un fructueux mécénat qui donna naissance à quelques-unes des œuvres majeures de Gaudí : les Caves Güell, les Pavillons Guëll, le palais Güell, le parc Güell, et la crypte de la Colonia Güell. Dans le même temps, Gaudi entrait en contact avec le marquis de Comillas, beau-père du comte Güell, pour qui il réalisa le Capricho de Comillas.

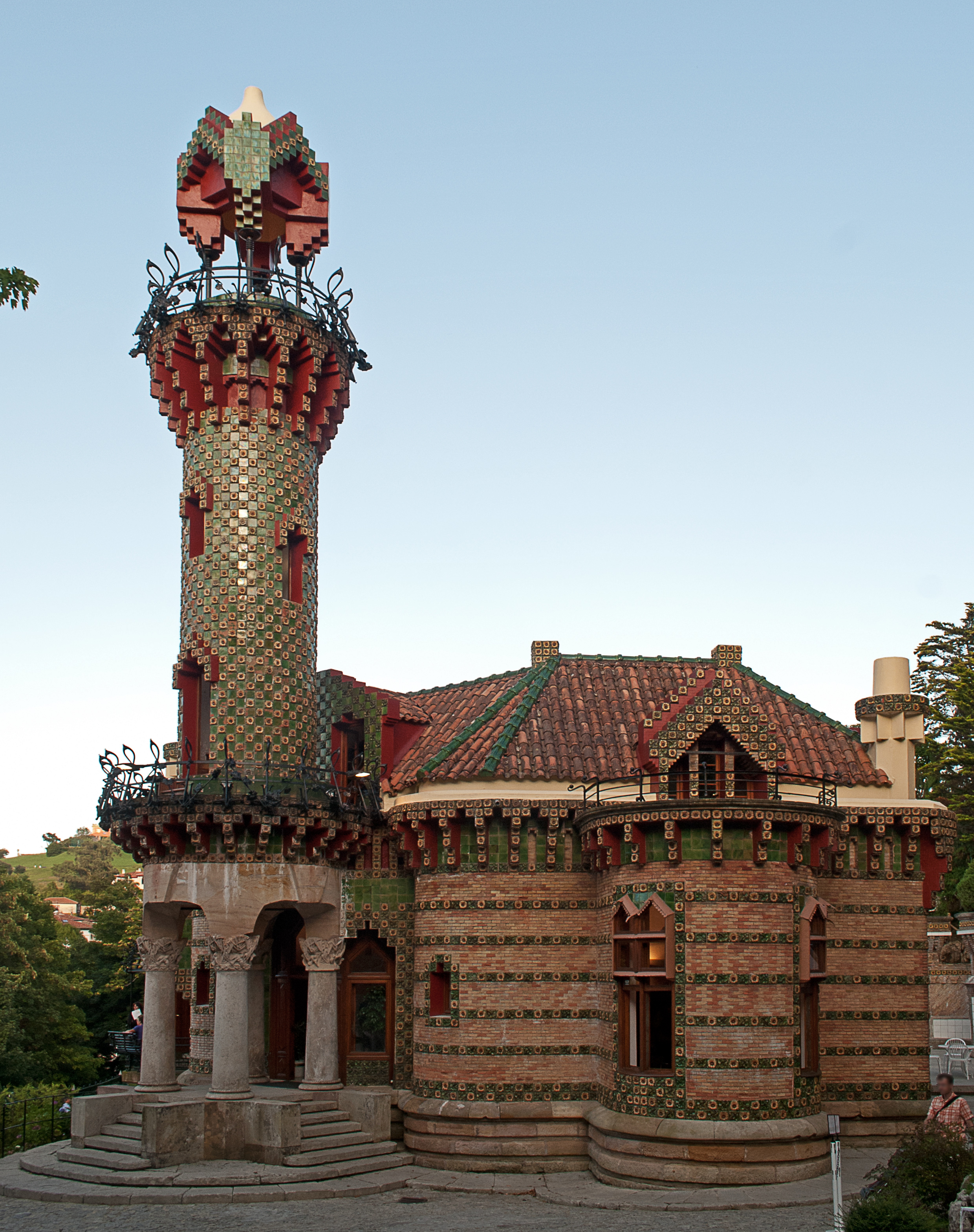
Le Capricho de Gaudí à Comillas, Cantabrie.

En 1883, il accepta de prendre en charge la suite d'une œuvre récemment commencée : le Temple expiatoire de la Sainte Famille (Sagrada Família). C'est l'architecte Francesco de P. del Villar qui avait entamé ce monument dans un style gothique. Gaudí modifia totalement le projet initial et en fit son œuvre majeure, connue et admirée dans le monde entier. Cette œuvre était financée par des dons privés. La construction s'avéra problématique, interrompue notamment en 1914 par manque de moyens financiers. De son vivant ne seront réalisés que le chœur et la façade du bras sud du transept (la tour San Barnabé et la façade de la Nativité). Ce monument inachevé est, au début du XXIe siècle, toujours en travaux, grâce aux dons de particuliers ; ces dernières années ont vu des avancées considérables dans sa construction. Situé, à l'époque, au milieu des champs, il est aujourd'hui entourée par la ville.
Cependant, Gaudí s'était mis à recevoir de plus en plus de commandes pour lesquelles, devant travailler sur plusieurs ouvrages à la fois, il avait dû s'entourer d'une vaste équipe de professionnels dans tous les domaines liés à la construction ; dans son cabinet devaient se former de nombreux architectes qui, avec le temps, atteindraient une certaine renommée, comme Josep Maria Jujol, Joan Rubió, Cèsar Martinell (es), Francesc Folguera et Josep Francesc Ràfols.
En 1885, pour échapper à l'épidémie de choléra qui ravageait Barcelone, Gaudí fit un séjour à Sant Feliu de Codines, habitant chez Franscesc Ullar ; en remerciement, il dessina une table pour sa salle à manger.

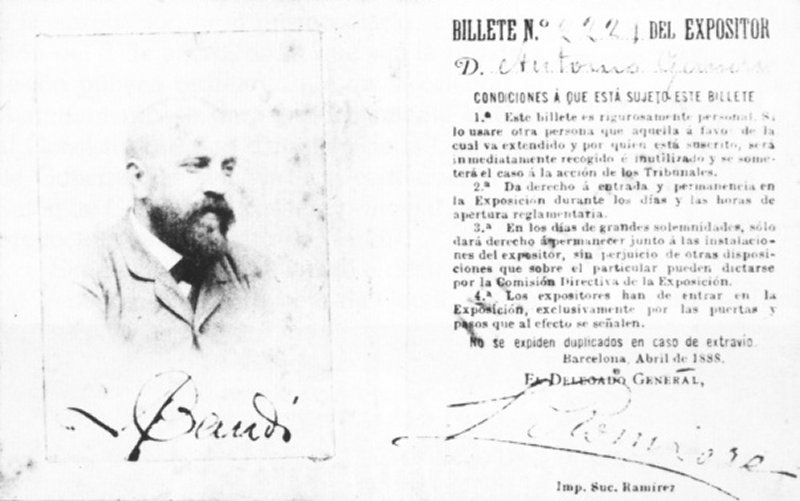
Carnet d'exposant de Gaudí à l'Exposition universelle de Barcelone, en 1888.

L'un des grands événements de l'époque dans la capitale catalane fut l'Exposition universelle de 1888, où les grands architectes du temps allaient exposer leurs plus belles œuvres. Ce fut le point de départ de l'Art Nouveau. Gaudí y participa, avec l'immeuble de la Compagnie Transatlantique, et il reçut de la mairie de Barcelone une commande pour restructurer le Salón de Ciento, commande qu'il ne mena pas à terme. Dans les premières années de la décennie 1890, il reçut deux commandes hors de Catalogne : celle du Palais épiscopal d'Astorga, et celle de la Casa Botines, à León. Désormais, la renommée et le prestige de l'architecte de Reus s'étendaient à toute l'Espagne. En 1891, il se rendit à Malaga et à Tanger, pour examiner le terrain d'un projet pour des Missions catholiques franciscaines, projet dont l'avait chargé le deuxième marquis de Comillas. Le projet ne fut pas réalisé, mais les tours projetées pour les Missions servirent de modèle à Gaudí pour celles de la Sagrada Família.

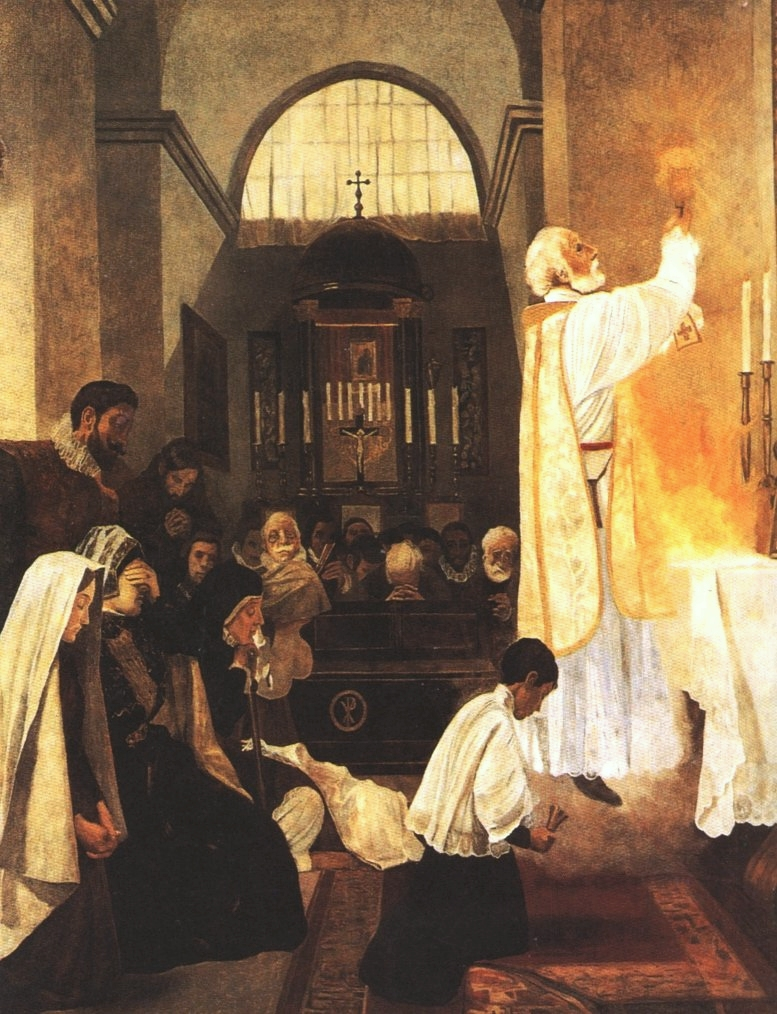
Saint Philippe Néri consacrant la sainte messe, par Joan Llimona i Bruguera, a la physionomie de Gaudí ; église Saint-Philippe-Néri, Barcelone.

En 1899, il devint membre du Cercle artistique de Saint-Luc, société artistique de tendance catholique fondée en 1893 par l'évêque Josep Torras i Bages et les frères Josep et Joan Llimona. Il s'affilia aussi à la Ligue Spirituelle de la Mère de Dieu de Montserrat, groupe catalaniste également de tendance catholique. Le caractère conservateur et religieux de sa pensée politique était désormais manifeste, en lien avec la défense de l'identité culturelle du peuple catalan. En dépit de l'apparente contradiction entre les idéaux utopistes de sa jeunesse et son adhésion ultérieure à des positions plus conservatrices, l'évolution peut sembler naturelle si l'on prend en compte la profonde spiritualité de l'architecte. Pour reprendre les termes de Cèsar Martinell : « Il a remplacé la philanthropie laïciste par la charité chrétienne. »
Au début du XXe siècle, Gaudí menait de front de nombreux projets, dans lesquels son changement de style devenait manifeste, un style toujours plus personnel et inspiré par la nature. En 1900, il reçut de la Municipalité de Barcelone le prix du meilleur immeuble de l'année pour la Casa Calvet. En 1901, il décore la demeure d'Isabel Güell, fille d'Eusebi Güell. Pendant la première décennie du siècle, il s'occupa de projets comme la Casa Figueras, plus connue sous le nom de Bellesguard, comme le parc Güell, projet de lotissement qui échoua, et comme la restauration de la cathédrale de Santa Maria de Palma de Majorque, pour laquelle il fit plusieurs déplacements dans l'île. Entre 1904 et 1910, il construisit la Casa Batlló et la Casa Milà, deux de ses œuvres les plus emblématiques. En 1905, alors qu'il se trouve à La Pobla de Lillet pour la construction du chalet Catllaràs, il réside au domaine de Joan Artigas i Alart, pour lequel il réalise les jardins Artigas en remerciement de son hospitalité.
La renommée de Gaudí allait croissant. Ainsi, en 1902, le peintre Joan Llimona choisit la physionomie de Gaudí pour représenter Saint Philippe Néri dans les peintures du transept de l'église Saint-Philippe-Néri de Barcelone. Cette année-là, Gaudí fonda, avec Joan Santaló, fils de son ami le Dr Santaló, une société de ferronnerie qui n'eut pas de succès.

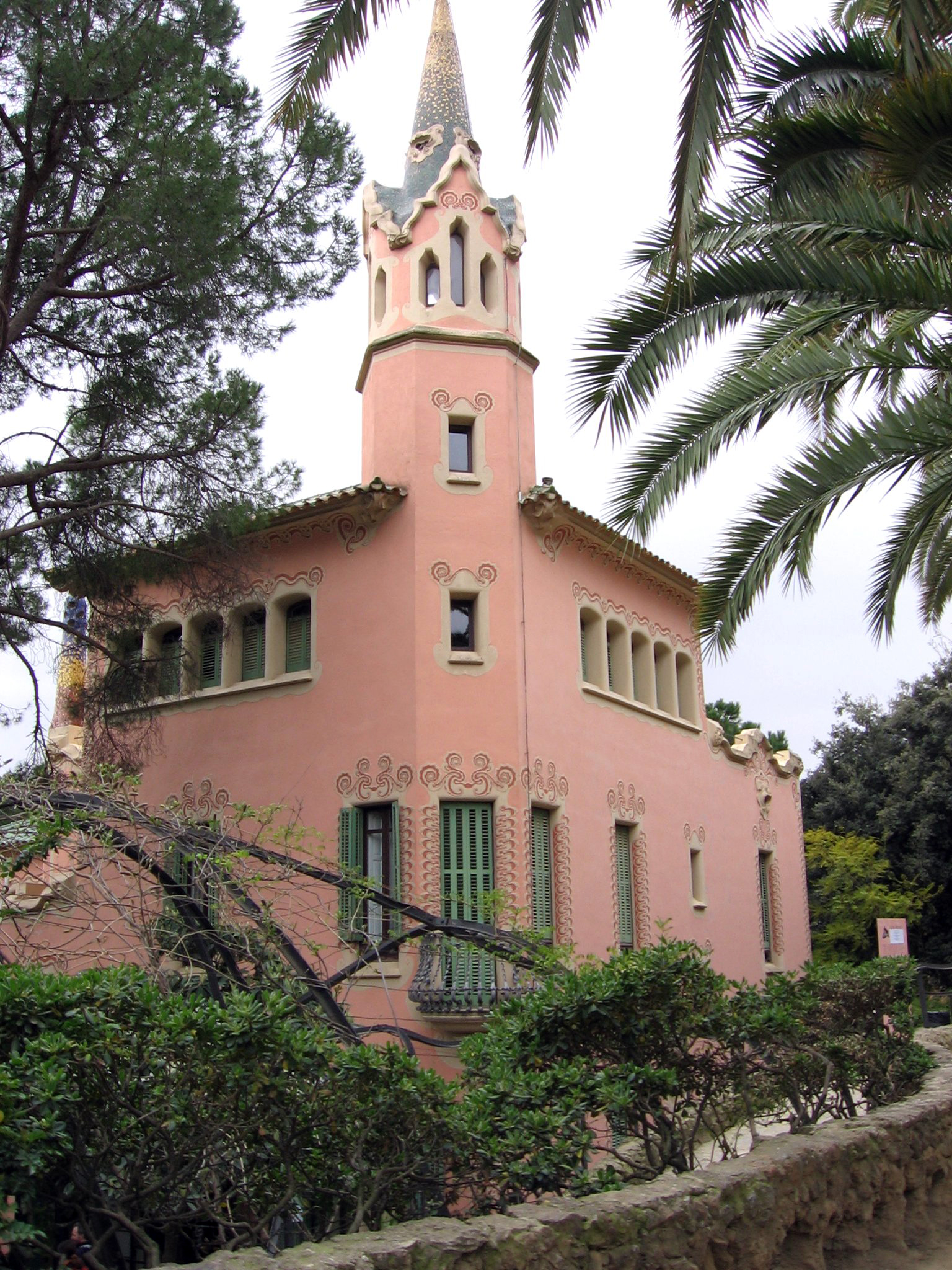
La Casa Museu Gaudí, dans le parc Güell, où vécut Gaudí.

Depuis son installation à Barcelone, Gaudí avait changé souvent de domicile. Durant sa période estudiantine, il logea dans des pensions, généralement dans la zone du Barrio Gótico ; au début de sa carrière, il passa par plusieurs appartements de location dans la zone de l'Eixample. Enfin, en 1906, il s'installa dans le parc Güell, dans une maison dont il était propriétaire et qui avait été construite par son assistant Francesc Berenguer comme maison témoin du lotissement : c'est aujourd'hui la Casa-Museu Gaudí. Il y vécut jusqu'en 1925 avec son père (décédé en 1906 à 93 ans) et sa nièce Rosa Egea Gaudí (décédée en 1912 à 36 ans). Il passa les derniers mois de sa vie dans l'atelier de la Sagrada Família.
En 1908 Gaudí conçut un projet d'hôtel gratte-ciel à New York, l'Hôtel Attraction, commandé par deux entrepreneurs américains dont les noms sont inconnus. Il aurait eu une hauteur de 360 mètres, ce qui en aurait fait le plus grand building du monde (ce chiffre ne sera effectivement dépassé que par l'Empire State Building en 1931). L'hôtel se serait organisé autour d'une section centrale parabolique plus grande, surmontée d'une étoile, et flanquée de tours secondaires contenant musées, galeries d'art et salles de concert, le tout avec des formes similaires à la Casa Milà. À l'intérieur, il aurait eu cinq grandes chambres, chacune dédiée à un continent.
L'un des événements qui marquèrent profondément Gaudí fut la Semaine tragique de 1909. Gaudí resta alors enfermé dans sa maison du parc Güell. En raison de l'ambiance anticléricale et des attentats contre les églises et couvents, il craignit pour l'intégrité de la Sagrada Família – qui heureusement, ne subit aucun dommage.
En 1910 eut lieu au Grand Palais, à Paris, le Salon annuel de la Société des Beaux-Arts de France. Gaudí y présenta, à la demande du comte Güell, une série de photos, plans et maquettes de plâtre de plusieurs de ses œuvres. Bien qu'il participât hors concours, il reçut de très bonnes critiques de la part de la presse française. On put voir une bonne partie de cette exposition l'année suivante au Salon national d'Architecture à Madrid, dans le Pavillon municipal des Expositions du Parc du Retiro.
Pendant qu'avait lieu l'Exposition de Paris, Gaudí fit un séjour de repos à Vic, en Catalogne, où il dessina deux lampadaires de basalte et fer forgé pour la Plaça Major de Vic, à l'occasion du centenaire de Jaime Balmes. L'année suivante, il se vit également obligé de passer quelque temps à Puigcerdà, à cause de la fièvre de Malte (brucellose). Au cours de cette période de repos, il conçut la façade de la Passion de la Sagrada Família. Étant donné la gravité de son état, il rédigea le 9 juin un testament devant le notaire Ramon Cantó i Figueres ; par chance, il put se rétablir complètement.

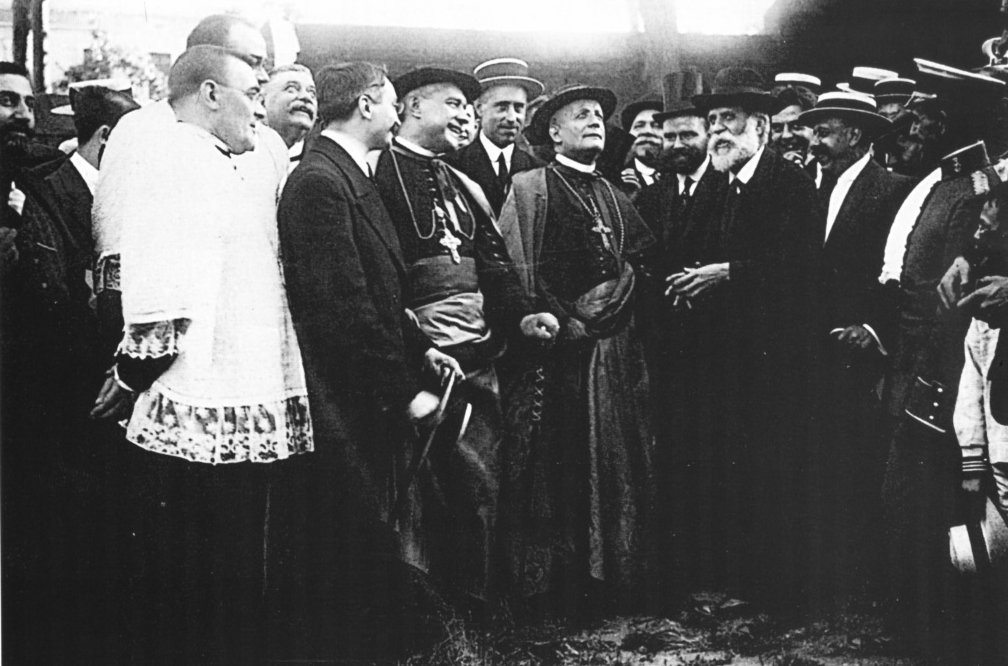
Gaudí fait visiter le chantier de la Sagrada Família au nonce Ragonesi (1915) ; Ragonesi le qualifie à cette occasion de Dante de l'architecture.

Les années 1910 furent difficiles pour Gaudí, qui connut plusieurs malheurs : mort de sa nièce Rosa en 1912 ; décès en 1914 de son principal collaborateur, Francesc Berenguer ; quasi-paralysie en 1915 du chantier de la Sagrada Família du fait de la crise économique ; mort en 1916 de son ami Josep Torras i Bages ; interruption en 1917 du chantier de la Colonia Güell ; mort en 1918 de son ami et mécène Eusebi Güell. Peut-être pour toutes ces raisons, et parce qu'il était très croyant, Gaudi, à partir de 1915, se consacra entièrement à la Sagrada Família, se réfugiant dans son travail. Il confia à ses collaborateurs :

« Mes grands amis sont morts. Je n'ai ni famille, ni client, ni fortune, ni rien. Donc, je peux me livrer entièrement au Temple. »

Les dernières années de sa vie furent effectivement totalement consacrées à la « Cathédrale des pauvres » (son nom populaire) pour laquelle il alla même jusqu'à demander l'aumône pour pouvoir en continuer les travaux. Il n'avait que peu d'autres activités, presque toutes liées à la religion : en 1916, il participa à un cours de chant grégorien, donné par le moine bénédictin Gregori M. Sunyol au Palais de la musique catalane.
Gaudí a voué entièrement sa vie à sa profession et il est toujours resté célibataire. Apparemment, il n'a été attiré qu'une fois par une femme, Josefa Moreu, institutrice de la Coopérative de Mataró, vers 1884, mais ce ne fut pas réciproque. Gaudí se réfugia donc dans une profonde religiosité dans laquelle il trouvait une grande sérénité spirituelle. On a souvent dépeint un Gaudí sauvage et antipathique, aux réponses brusques et aux manières arrogantes, mais ceux qui l'ont fréquenté de près l'ont décrit comme une personne affable et courtoise, à la conversation agréable, et fidèle à ses amis. Parmi eux figurent surtout ses mécènes, Eusebi Güell et l'évêque de Vic, Josep Torras i Bages, de même que les écrivains Joan Maragall et Jacint Verdaguer, le docteur Pere Santaló, et quelques-uns de ses plus fidèles collaborateurs comme Francesc Berenguer et Llorenç Matamala.

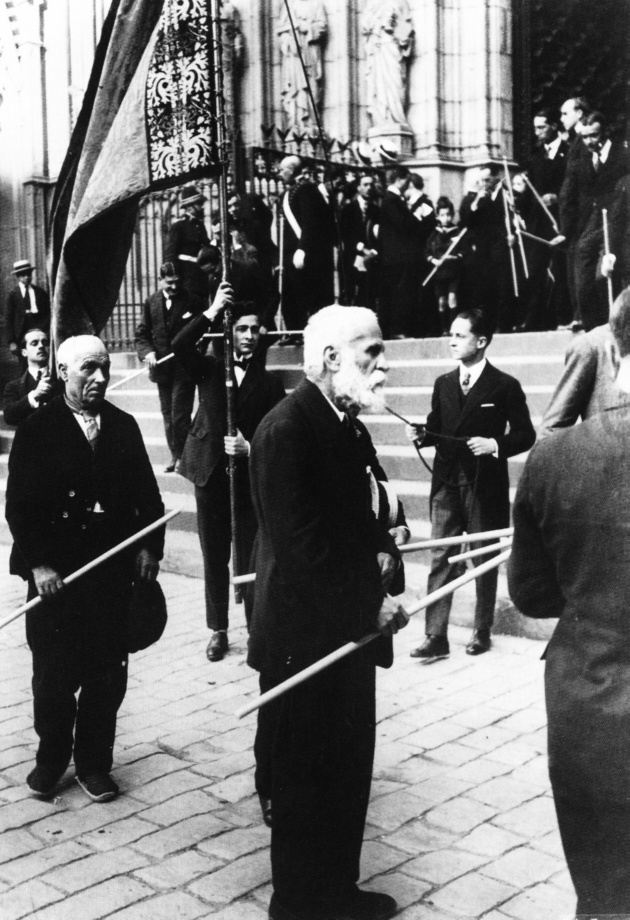
Gaudí à la procession Corpus Christi, 11 juin 1924.

L'apparence personnelle de Gaudí (traits nordiques, cheveux blonds, yeux bleus) se transforma radicalement avec le passage du temps : jeune homme, il avait l'aspect d'un dandy (costumes coûteux, cheveux et barbe bien taillés, goûts de gourmet, il allait souvent au théâtre et à l'opéra, il visitait même ses chantiers du haut de sa voiture). Il passa dans sa vieillesse à la simplicité la plus stricte, mangeant avec frugalité, portant des vêtements vieux et usés, avec un aspect négligé, à tel point qu'on le prenait parfois pour un mendiant, comme ce fut malheureusement le cas lors de l'accident qui provoqua sa mort.
Gaudí n'a pratiquement pas laissé d'écrit, sinon les rapports techniques sur ses ouvrages requis par les instances officielles, quelques lettres à des amis (principalement à Joan Maragall) et quelques articles de journal. Il reste quelques-unes de ses phrases, recueillies par certains de ses assistants et disciples, surtout Josep Francesc Ràfols, Joan Bergos, Cèsar Martinell et Isidre Puig i Boada. Le seul écrit laissé par Gaudí est celui connu sous le nom de Manuscrit de Reus (1873-1878), sorte de journal intime d'étudiant où il consignait diverses impressions sur l'architecture et la décoration, y exposant ses idées sur le sujet. On y note surtout des analyses sur le temple chrétien et la maison ancienne, un texte sur l'ornementation, ainsi qu'un mémoire sur une écritoire.
Gaudí s'est toujours affirmé comme un partisan du catalanisme, bien qu'il n'ait jamais voulu s'engager en politique. Quelques hommes politiques comme Francesc Cambó ou Enric Prat de la Riba lui proposèrent de se présenter à la députation, mais il déclina leur offre. Malgré cela, il eut quelques altercations avec la police : en 1920, il fut frappé par celle-ci lors d'un tumulte à l'occasion des Jeux Floraux ; le 11 septembre 1924, jour de la fête nationale de la Catalogne, au cours d'une manifestation contre l'interdiction de l'usage du catalan édictée par la dictature de Miguel Primo de Rivera, il fut arrêté par la Garde Civile, fit un bref séjour au cachot, dont il sortit moyennant une caution de 50 pesetas.

### Décès

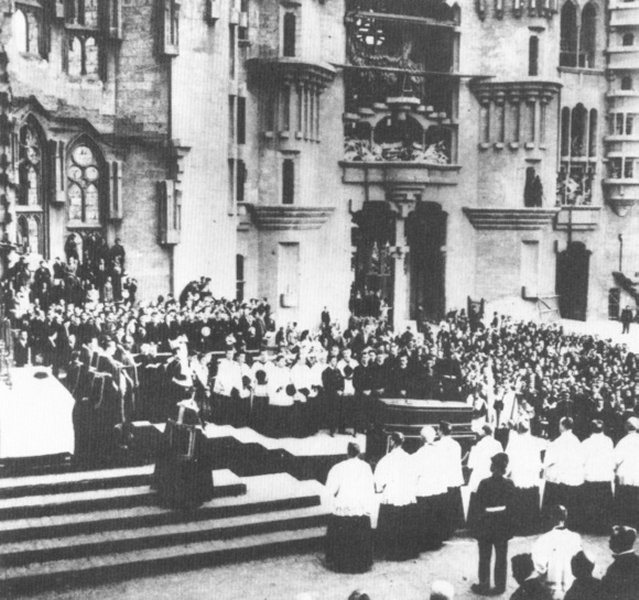
Funérailles de Gaudí, le 12 juin 1926.

Le 7 juin 1926, Gaudí se rendit à l'église de Saint-Philippe Néri, où il allait chaque jour pour prier et rencontrer son confesseur, le Père Agustí Mas i Folch. En passant par la Gran Via de les Corts Catalanes, entre les rues Girona et Bailén, il fut renversé par un tramway qui le laissa sans connaissance, sérieusement touché à l'abdomen et à la tête. Pris pour un mendiant, parce qu'il n'avait pas de papiers et à cause de son aspect négligé, de ses vêtements vieux et usés, il ne fut pas secouru immédiatement. Seules deux personnes l'aidèrent en demandant à des taxis de s'arrêter, mais ces derniers refusèrent de le prendre,, jusqu'à ce qu'un garde civil arrête un taxi, qui le conduisit à l'hôpital de la Santa Creu. Le lendemain, le chapelain de la Sagrada Família, maître Gil Parés, le reconnut mais il était déjà trop tard pour faire quoi que ce soit pour lui. Il mourut le 10 juin 1926, à 73 ans, à l'apogée de sa carrière. Il fut enterré le 12 juin dans la chapelle Notre-Dame-du-Carmel de la crypte de la Sagrada Família, en présence de foules immenses qui voulaient lui rendre un dernier hommage. Sur sa pierre tombale figure l'inscription suivante :

« Antonius Gaudí Cornet. Reusensis. Annos natus LXXIV, vitæ exemplaris vir, mirabilis operis hujus, templi auctor, pie obiit Barcinone die X Junii MCMXXVI, hinc cineres tantis hominis, resurrectionem mortuorum expectant. R.(equiescat) I.(n) P.(ace) »

C'est-à-dire : « Antoine Gaudí Cornet. Originaire de Reus. Né il y a 74 ans, homme à la vie exemplaire, auteur de l'œuvre admirable qu'est ce temple, mort pieusement à Barcelone le 10 juin 1926, ici les cendres d'un si grand homme attendent la résurrection des morts. Qu'il repose en paix ».

### Procédure debéatification
Il est déclaré serviteur de Dieu par l'Église catholique en 1988.
Le pape François autorise la publication de décrets reconnaissant les vertus héroïques d'Antoni Gaudí le 14 avril 2025, le déclarant vénérable.

## Une reconnaissance tardive
L'œuvre de Gaudi fut très critiquée par nombre de ses contemporains, qui surnommèrent la Casa Milà, la « carrière » ((ca) Pedrera), afin d'en souligner l'aspect organique, voire l'absence de ce qui était alors considéré comme de la véritable architecture. Ce n'est que longtemps après sa mort que l'œuvre de Gaudí fut reconnue et appropriée par les Barcelonais, qui le considèrent aujourd'hui comme l'un des plus brillants enfants de la Catalogne.
Après sa mort, Gaudí tomba dans l'oubli ; son œuvre fut éreintée par la critique internationale pour son côté baroque et excessivement onirique. Sur sa propre terre natale, il fut également déprécié par le nouveau courant qui remplaça le modernisme : le noucentisme, style qui retournait aux canons classiques. Le 10 juillet 1936, soit 8 jours avant le début de la Guerre civile espagnole, l'atelier de Gaudí à la Sagrada Família fut pris d'assaut par des anticléricaux catalans et de très nombreux documents, plans et maquettes furent détruits. Le peintre surréaliste Salvador Dalí de passage à Barcelone durant l'éphémère indépendance catalane assista à une scène marquante : des militants anarchistes avinés traînant au bout d'une corde le corps de l'architecte extrait de sa sépulture. Cet épisode rapporté dans « la vie secrète de Salvador Dali » ainsi que dans une carte postale à Pablo Picasso n'est cependant signalé par aucune autre source, ce qui ne donne pas de crédit aux propos surréalistes de Dalí.
George Orwell, de passage à Barcelone durant la guerre d'Espagne, fut également très critique à l'égard de l'architecture moderniste.
La figure de Gaudí commença à être revendiquée dans les années 1950, d'abord par Salvador Dalí, puis par l'architecte Josep Lluís Sert. En 1956 fut organisée une rétrospective au salon du Tinell à Barcelone, suivie en 1957 de sa première grande exposition internationale, au MOMA de New York. Puis, dans les années 1950 et 1960, les études de critiques internationaux comme George Collins, Nikolaus Pevsner et Robert Pane donnèrent une grande diffusion à son œuvre, tandis que sur sa terre natale, il était revendiqué par Alexandre Cirici, Juan Eduardo Cirlot et Oriol Bohigas. Il faut également noter le grand succès de Gaudí au Japon, où les études réalisées par Kenji Imai et Tokutoshi Torii sont particulièrement remarquables. Depuis lors, la reconnaissance de Gaudí est allée croissant, aboutissant en 1984 à l'inscription de plusieurs de ses œuvres au patrimoine mondial de l'UNESCO.
En 1952, année du centenaire de sa naissance, fut fondée l'Association des Amis de Gaudí, afin de faire connaître et de conserver son héritage. En 1956 fut créée la Chaire Gaudí à l'Université polytechnique de Catalogne, dans le but également d'approfondir l'étude de l'œuvre gaudinienne et de participer à sa conservation ; en 1987, le roi Juan Carlos Ier lui octroya le titre de Chaire royale Gaudí. En 1976, pour le cinquantième anniversaire de sa mort, le ministère des Affaires étrangères organisa une exposition sur Gaudí qui fit le tour du monde.
Gaudí étant d'une religiosité profonde et ayant mené une vie ascétique, sa béatification a été proposée, et le processus a été initié en 1998 par l'archevêque de Barcelone, Ricard Maria Carles. En l'An 2000, le début du processus fut autorisé par le Vatican. À l'occasion du 150e anniversaire de sa naissance, en 2002, on célébra l'Année internationale Gaudí, avec une multitude d'actes officiels, concerts, spectacles, conférences, publications, etc. Entre autres événements, le 24 septembre de cette année-là, fut donnée la première représentation de la comédie musicale Gaudí, œuvre de Jordi Galceram, Esteve Miralles et Albert Guinovart. En 2008, furent institués en son honneur les prix Gaudí : décernés par l'Académie du cinéma catalan, ils distinguent les meilleures productions cinématographiques catalanes de l'année.
La procédure pour sa béatification a été entamée par l'Église catholique.

## Style

### Gaudí et le modernisme catalan

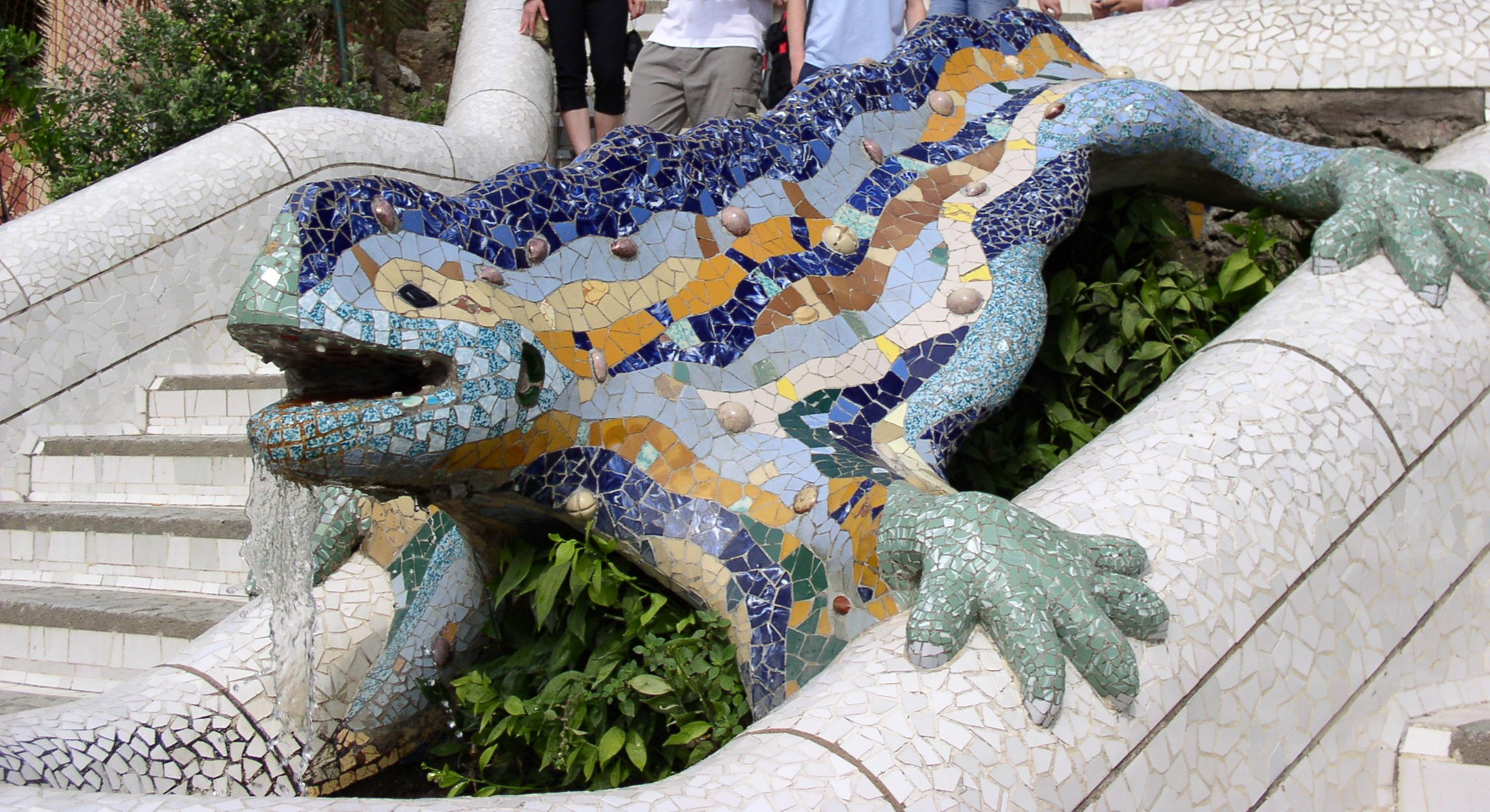
La salamandre du parc Güell, devenue emblème de l'œuvre de Gaudí.

La trajectoire professionnelle de Gaudi suivit une évolution sui generis, du fait de ses recherches constantes sur la structure mécanique de ses œuvres. À ses débuts, il fut influencé par l'art oriental (Inde, Perse, Japon) et par l'étude des théoriciens de l'architecture historiciste, Walter Peter, John Ruskin et William Morris. On retrouve ce courant orientalisant dans des œuvres comme Le Caprice de Comillas, le palais Güell, le pavillon Güell et la Casa Vicens. Plus tard, il suivit le courant néogothique, à la mode du moment, respectant les avis de l'architecte français Viollet-le-Duc. On perçoit cette influence au collège Sainte-Thérèse, au palais épiscopal d'Astorga, à la Casa Botines et à la Casa Bellesguard, de même que dans la crypte et l'abside de la Sagrada Família. Finalement, la trajectoire de Gaudí aboutit à son style le plus personnel : naturaliste, individuel, organique, trouvant son inspiration dans la nature. C'est dans ce style qu'il réalisa ses œuvres majeures.
Pendant ses études, Gaudí avait eu l'occasion de contempler la collection de photographies que possédait l'école d'architecture. Portant sur l'Égypte, l'Inde, l'art persan, maya, chinois et japonais, de même que sur les monuments islamiques espagnols, elles le marquèrent profondément et inspirèrent nombre de ses œuvres. De la même façon, il étudia avec soin le livre Plans, elevations, sections and details of the Alhambra, de Owen Jones, ouvrage qui appartenait à la bibliothèque de l'École (Gijs van Hensbergen, Antoni Gaudí, p. 114). Aux arts nasride et mudéjar, il emprunta de nombreuses solutions structurales et ornementales qu'il appliqua à ses œuvres, avec des variantes et une certaine liberté de style. Un aspect marquant que Gaudí emprunte aux arts islamiques est celui de l'espace indéfini, la conception de l'espace sans limites structurées ; un espace qui acquiert un sens séquentiel, fragmenté, à travers de petites cloisons ou des ouvertures translucides, qui créent la séparation sans les barrières compactes qui délimiteraient un espace uniformément fermé.

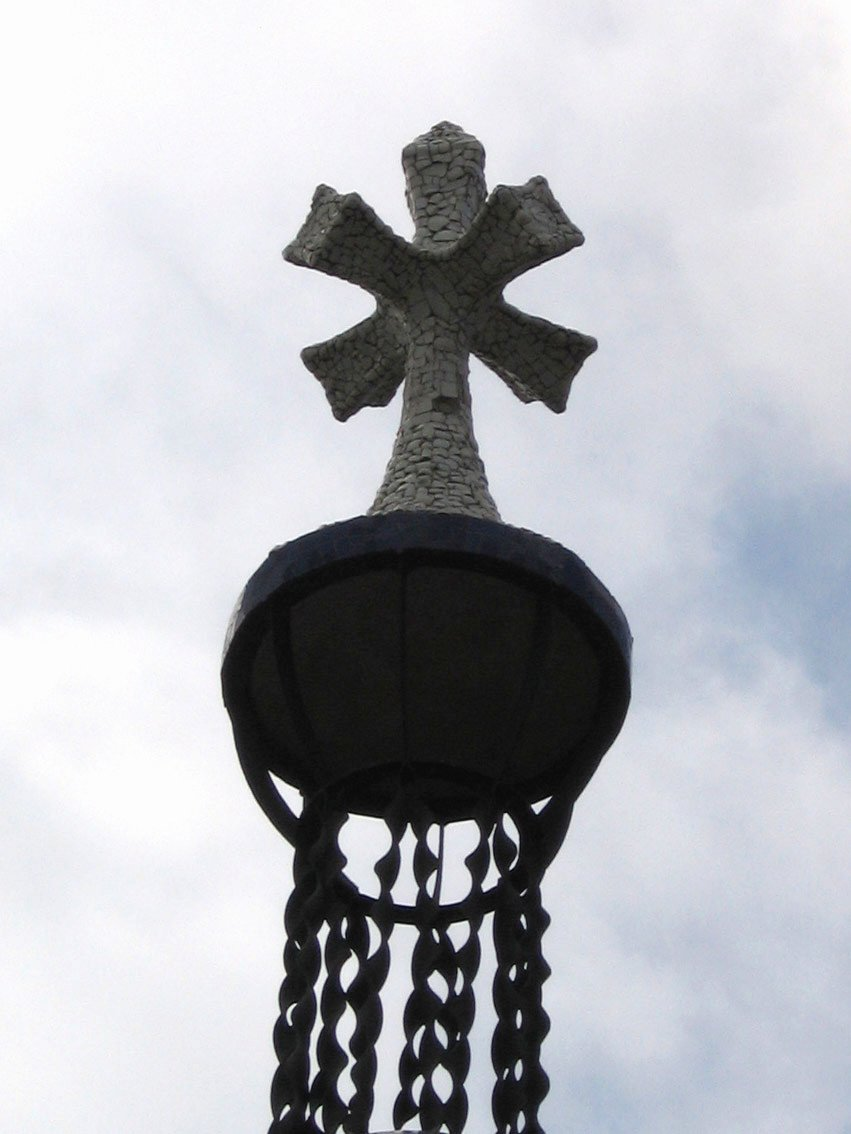
La croix à quatre branches, un des éléments typiquement gaudiniens.

Mais le style qui influença le plus Gaudí fut l'art gothique qui, à la fin du XIXe siècle, connaissait un grand mouvement de renaissance, grâce surtout à l'œuvre théorique et restauratrice de Viollet-le-Duc. L'architecte français soutenait qu'il fallait étudier les styles du passé et les adapter au présent sous une forme rationnelle, en tenant compte de la raison tant structurale qu'ornementale. Cependant, pour Gaudí, le gothique était « imparfait » car malgré l'efficacité de certaines de ses solutions structurales, c'est un art qu'il fallait « perfectionner ». Selon ses propres termes :

« L'art gothique est imparfait ; il n'en est qu'à la moitié de la solution ; c'est le style du compas, de la formule de la répétition industrielle. Sa stabilité se fonde sur l'étaiement permanent par les contreforts ; c'est un corps défectueux qui se soutient par des béquilles. […] La preuve que les œuvres gothiques sont d'une plastique déficiente, c'est qu'elles produisent la plus grande émotion quand elles sont mutilées, couvertes de lierre, et illuminées par la lune »

— Antoni Gaudí
.
Après ces influences initiales, Gaudí aboutit au « modernisme catalan », variante catalane de l'Art nouveau, dans sa période de plein épanouissement, dans les années charnières entre le XIXe et le XXe siècle. À ses débuts, le modernisme catalan trouvait son inspiration dans l'architecture historiciste, car pour les artistes modernistes, le retour au passé était une réaction contre les formes industrielles imposées par les nouveaux progrès technologiques produits par la révolution industrielle. L'utilisation des styles du passé prétendait représenter une régénération morale qui permettait à la nouvelle classe dirigeante, la bourgeoisie, de s'identifier avec des valeurs qu'elle reconnaissait comme ses racines culturelles. Ainsi, la résurgence de la culture catalane, dans la deuxième moitié du XIXe siècle (la Renaixença) conduisit à adopter les formes gothiques comme « style national » de la Catalogne, avec la prétention de conjuguer nationalisme et cosmopolitisme, de s'intégrer au courant modernisateur européen.
Le modernisme catalan se caractérisait par un langage anticlassique hérité du romantisme, avec une tendance à un certain lyrisme et subjectivisme ; par un lien revendiqué de l'architecture avec les arts appliqués et les professions artistiques, qui créent un style particulièrement ornemental ; par l'utilisation de nouveaux matériaux qui crée un langage constructif mixte, riche en contrastes et qui recherche l'effet plastique de l'ensemble ; et enfin par un fort sentiment d'optimisme et de foi dans le progrès, qui produisait un art exalté et emphatique, reflet du climat de prospérité du moment, surtout dans la classe bourgeoise.

### À la recherche d'un nouveau langage architectonique

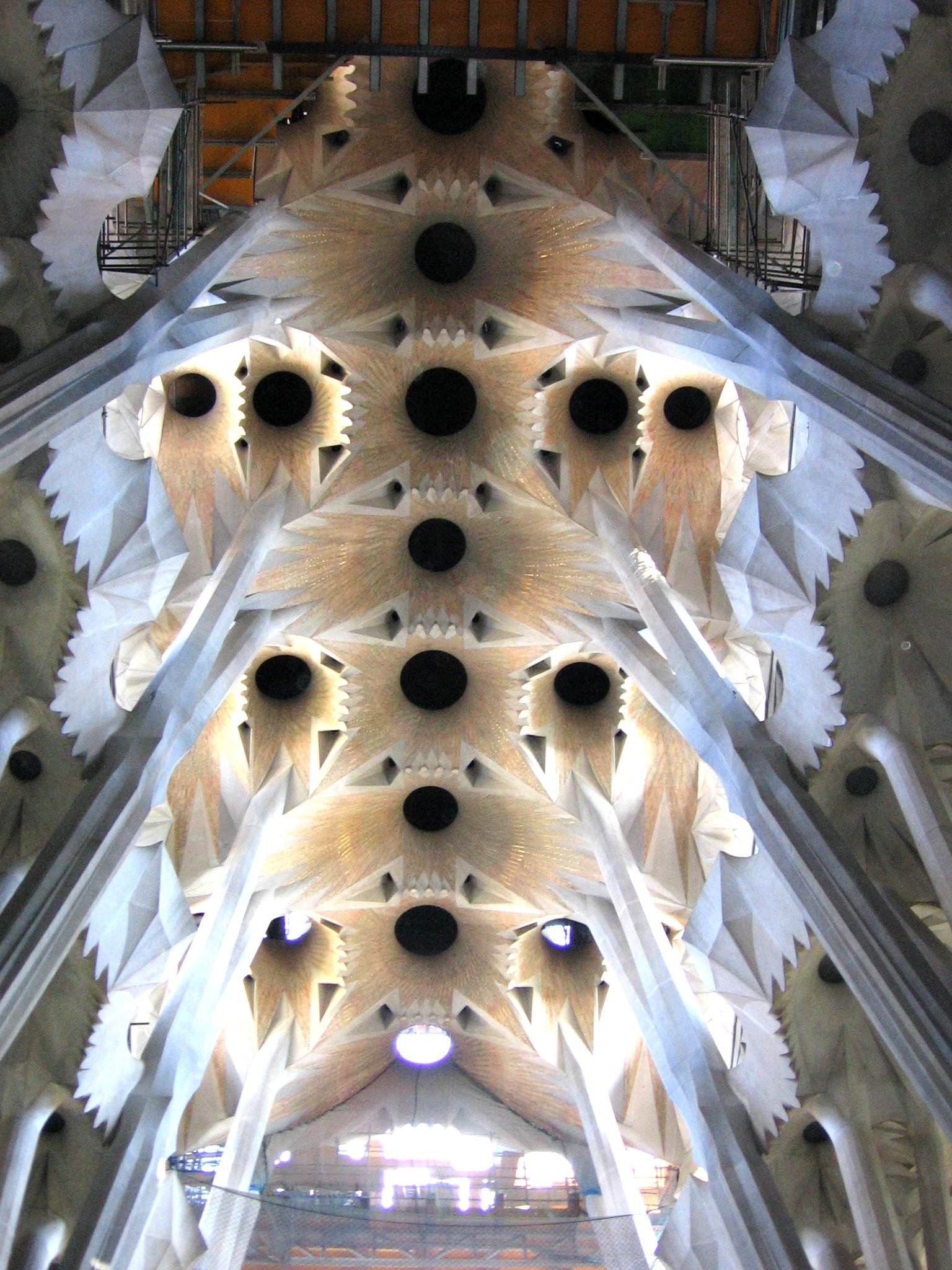
Voûte d'hyperboloïdes de la Sagrada Família.

Gaudí est généralement considéré comme le grand maître du modernisme catalan, mais son œuvre va au-delà d'un quelconque style ou de toute tentative de classification. C'est une œuvre personnelle et imaginative, qui trouve sa source principale d'inspiration dans la nature. Gaudí a étudié en profondeur les formes organiques et anarchiquement géométriques de la nature, à la recherche d'un langage pour pouvoir refléter ces formes dans l'architecture. Quelques-unes de ses inspirations majeures viennent de la montagne de Montserrat, des grottes de Majorque, des grottes du Salnitre (Collbató), les rochers escarpés de Fra Guerau, dans la Montagne de Prades, près de Reus, la Montagne de Pareis, au nord de Majorque, ou encore Sant Miquel del Fai, à Bigues i Reis, autant de lieux qu'il avait visités.
L'étude de la nature se traduit par l'emploi de formes géométriques réglées comme le paraboloïde hyperbolique, l'hyperboloïde, l'hélicoïde et le conoïde, qui reflètent exactement les formes que Gaudí rencontre dans la nature. Les surfaces réglées sont des formes générées par une droite nommée génératrice, lorsqu'elle se déplace sur une ou plusieurs lignes nommées directrices. Gaudí les a trouvées en abondance dans la nature, par exemple dans les joncs, les roseaux, les os. Il disait qu'il n'existe pas de meilleure structure que celle d'un tronc d'arbre ou d'un squelette humain. Ces formes sont à la fois fonctionnelles et esthétiques, et Gaudí les emploie très savamment, sachant adapter le langage de la nature aux formes structurales de l'architecture. Gaudí assimilait la forme hélicoïde au mouvement, et la forme hyperboloïde à la lumière. Au sujet des surfaces réglées, il disait :
« Les paraboloïdes, hyperboloïdes et hélicoïdes, variant constamment l'incidence de la lumière, ont une richesse de nuances qui leur est propre, qui rend l'ornementation, et même le modelage superflus. »

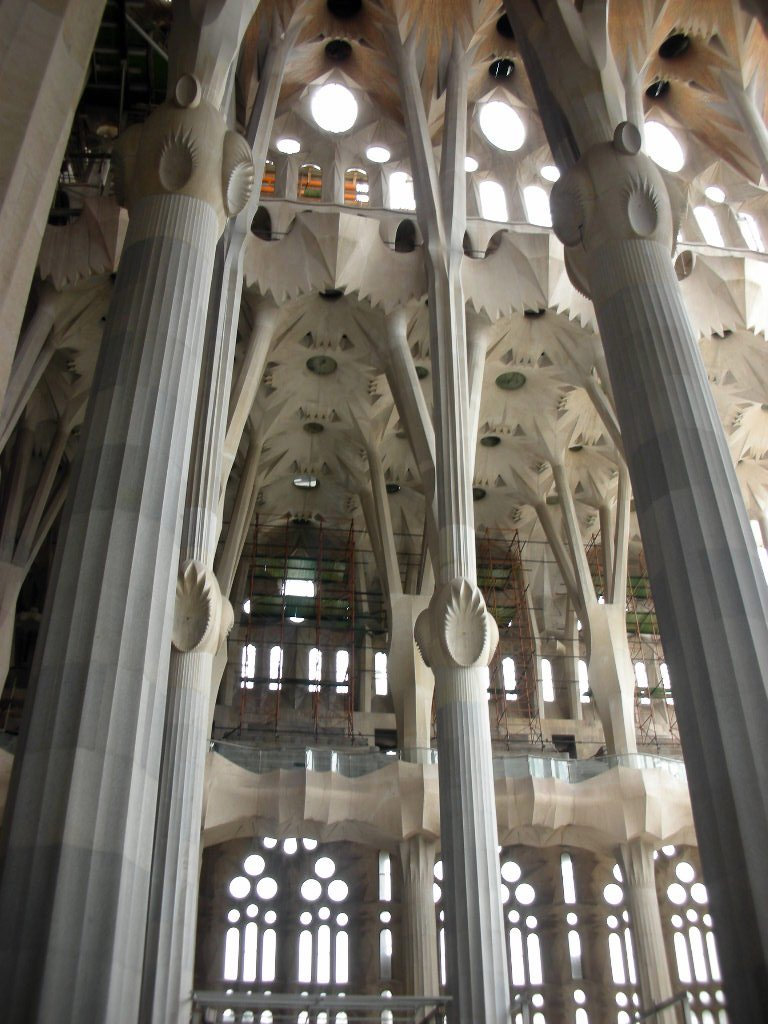
Colonnes hélicoïdales de la Sagrada Família.

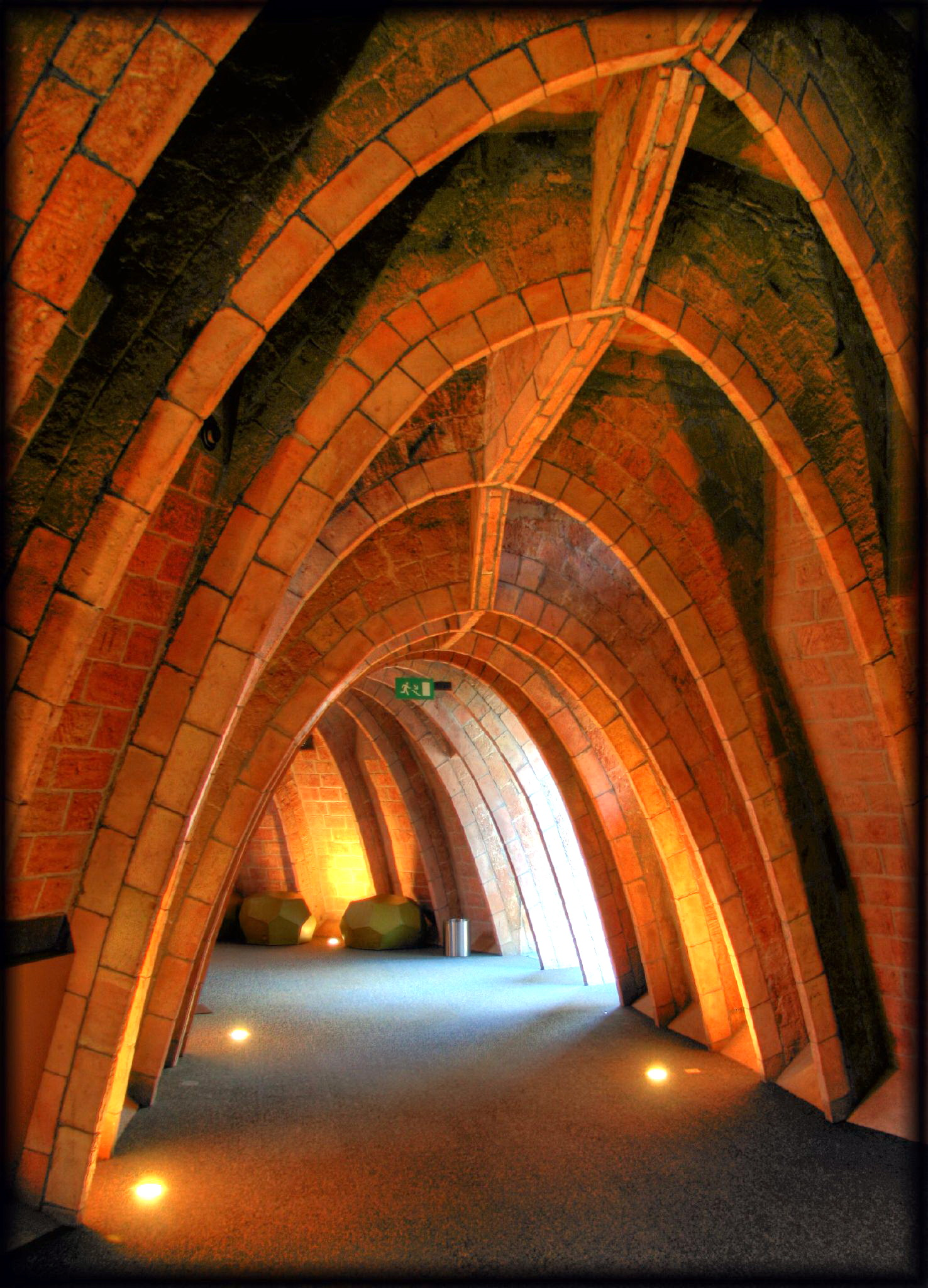
Arcs caténaires de la Casa Milà, à Barcelone (1906-1910).

Un autre des éléments employés à profusion par Gaudí est la chaînette ou caténaire. Gaudí avait étudié en profondeur la géométrie quand il était jeune, lisant de nombreux traités sur l'ingénierie qui louaient les vertus de l'utilisation de cette courbe comme profil mécanique. Alors qu'elle n'avait encore été employée que dans la construction de ponts suspendus, Gaudí fut le premier à l'utiliser dans l'architecture commune. L'utilisation d'arcs caténaires (arcos catenarios), dans des œuvres comme la Casa Milà, Le Colegio de las Teresianas, la Crypte de la Colonia Güell ou la Sagrada Família permet à Gaudí de doter ses structures d'un élément de grande résistance, dans la mesure où la caténaire distribue uniformément le poids qu'elle supporte, le matériau ne subissant alors qu'une compression.
Avec tous ces éléments, Gaudí est passé de la géométrie plane à la géométrie dans l'espace, la géométrie réglée. En outre, ces formes constructives s'accordaient bien avec un type de construction simple, avec des matériaux peu onéreux comme la brique : Gaudí l'a utilisée très fréquemment, jointe au mortier, en couches superposées, comme dans la voûte cloisonnée catalane traditionnelle. Cette recherche de nouvelles solutions structurales a atteint son apogée entre les années 1910 et les années 1920, lorsqu'il a expérimenté la mise en pratique de toutes ses recherches dans son œuvre maîtresse : la Sagrada Família. Gaudí a conçu ce temple comme si la structure était celle d'une forêt, avec un ensemble de colonnes arborescentes divisées en plusieurs branches pour soutenir une structure de voûtes d'hyperboloïdes entrelacées. Il a incliné les colonnes, pour mieux supporter les pressions perpendiculaires à leur section ; en outre, il leur a donné une forme hélicoïdale à double hélice (dextrogyre et lévogyre), comme dans les branches et les troncs d'arbres. Cette ramification crée une structure aujourd'hui nommée fractale qui, conjointement avec une modulation de l'espace divisé en petits modules indépendants et autoportants, crée une structure tolérant parfaitement les efforts mécaniques de compression, sans la nécessité d'utiliser des contreforts, comme le requérait le style gothique. De cette manière, Gaudí est parvenu à une solution rationnelle et structurée, parfaitement logique car inspirée de la nature, créant en même temps un style architectonique nouveau, original et simple, pratique et esthétique.
Cette nouvelle technique de construction permet à Gaudí de réaliser son plus grand dessein architectonique, perfectionner et dépasser le style gothique : les voûtes d'hyperboles ont leur centre là où les voûtes gothiques avaient leur clef, sauf que l'hyperboloïde permet de créer une ouverture dans cet espace, un vide qui laisse passer la lumière naturelle. Ainsi, à l'intersection des voûtes, là où les structures gothiques avaient les nervures, l'hyperboloïde permet désormais l'ouverture de petites baies, que Gaudí utilise pour donner la sensation d'un ciel étoilé.
Cette vision organique de l'architecture est complétée chez Gaudí par une vision spatiale singulière, qui lui permettait de concevoir ses projets architecturaux sous une forme tridimensionnelle, contrairement à la bi-dimensionnalité du dessin sur plan de l'architecture traditionnelle. Gaudí disait qu'il avait acquis ce sens spécial quand il était enfant, en regardant les dessins que faisait son père pour les chaudrons et les alambics qu'il fabriquait. En raison de cette conception spatiale, Gaudí a toujours préféré travailler sur des moulages et des maquettes, allant parfois jusqu'à improviser sur le terrain à mesure que l'œuvre avançait. Réticent à dessiner des plans, il a, en de rares occasions, réalisé des croquis de ses œuvres, mais seulement quand les instances officielles le réclamaient.

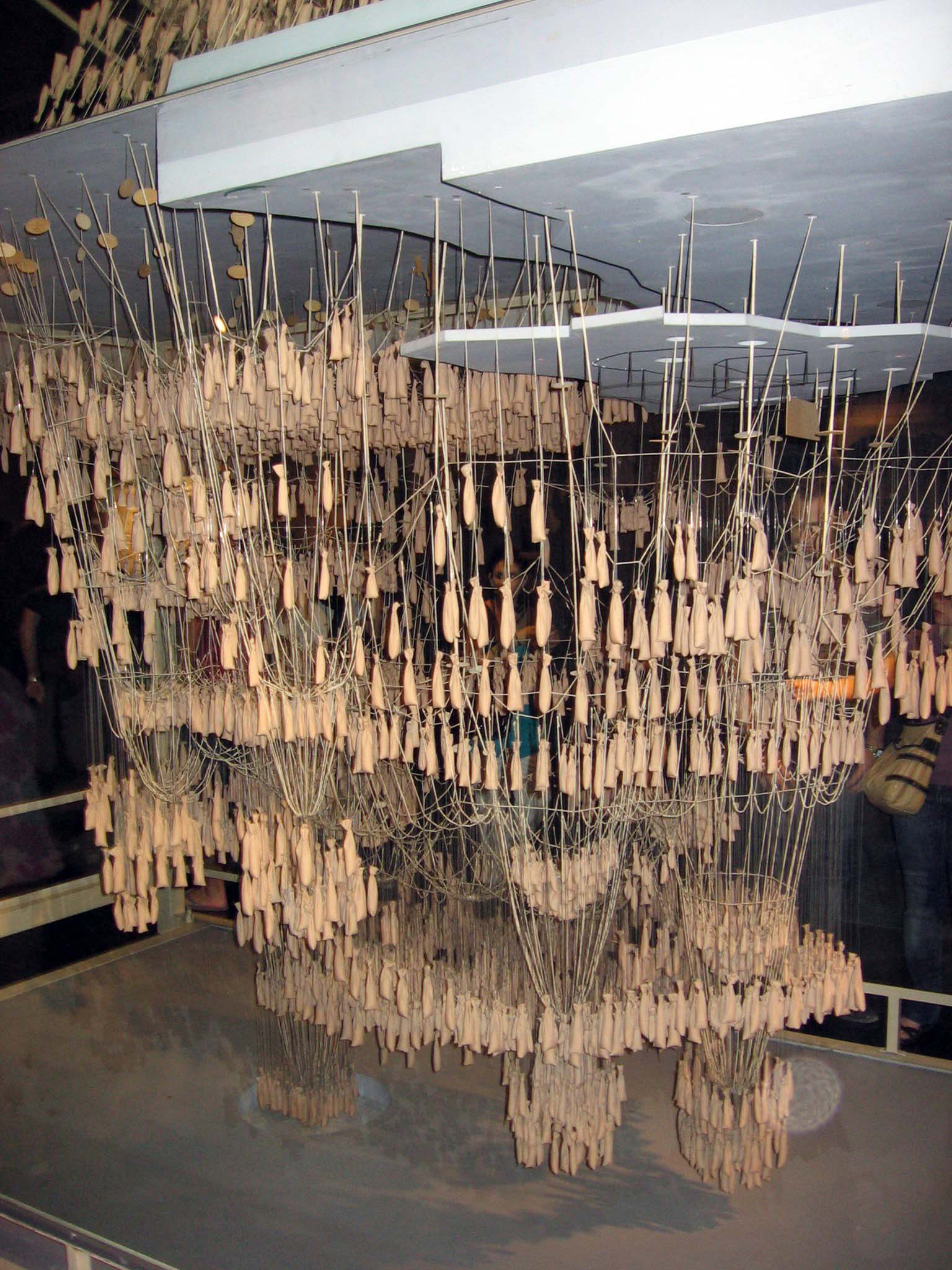
Maquette polyfuniculaire pour l'église de la Colonie Güell, musée de la Sagrada Família.

L'une de ses nombreuses innovations sur le terrain technique est l'utilisation d'une maquette pour le calcul de structures : pour l'église de la Colonie Güell, il avait construit dans un abri près du chantier une maquette à grande échelle (1:10), de quatre mètres de haut, où il avait installé un montage de ficelles, d'où pendaient des petits sacs remplis de plombs de chasse. Sur un plateau de bois fixé au toit, il avait dessiné le plan de l'église et, aux points de soutien de l'édifice (colonnes, intersections de murs), il avait accroché les ficelles (pour les funiculaires) avec les sacs de plombs (pour les charges) : ainsi suspendues, elles donnaient la courbe caténaire résultante, arcs et voûtes. Il en avait fait une photographie qui, une fois inversée, donnait la structure des colonnes et arcs que Gaudí cherchait. Sur ces photographies, Gaudí peignait, à la gouache ou au pastel, le contour déjà défini de l'église, notant jusqu'au dernier détail de l'édifice, tant architectonique que stylistique ou décoratif.
La position de Gaudí dans l'histoire de l'architecture est celle d'un grand génie créateur qui, en s'inspirant de la nature, a créé un style propre, d'une grande perfection technique, et en même temps très soucieux de la valeur esthétique, un style marqué par sa forte personnalité. Ses innovations structurales supposent, dans une certaine mesure, le dépassement des styles antérieurs, depuis le dorique jusqu'au baroque, en passant par le gothique, principale source d'inspiration de l'architecte. On pourrait considérer qu'elles représentent l'aboutissement des styles classiques, que Gaudí réinterprète et perfectionne. Ainsi Gaudí dépasse l'historicisme et l'éclectisme de sa génération, mais sans parvenir à une connexion avec les autres courants de l'architecture du XXe siècle. Avec ses postulats rationalistes dérivés de l'École du Bauhaus, l'architecture du XXe siècle représente une évolution antithétique de celle initiée par Gaudí, ce qui engendre le mépris et l'incompréhension initiale envers l'œuvre de l'architecte moderniste.
L'artiste/artisan catalan est tombé dans l'oubli au début du XXe siècle également pour une autre raison : bien que ses œuvres aient été exécutées par de nombreux assistants et disciples, Gaudí n'a pas créé d'école propre, car il ne s'est jamais consacré à l'enseignement et n'a pratiquement pas laissé d'écrit. Certains de ses collaborateurs ont suivi ses traces de près, surtout Francesc Berenguer et Josep Maria Jujol ; d'autres comme Cèsar Martinell, Francesc Folguera et Josep Francesc Ràfols, ont évolué vers le noucentisme, s'écartant du sillage du maître. Malgré cela, on peut percevoir une certaine influence du créateur de la Sagrada Família chez certains architectes modernistes – ou qui ont participé au modernisme – qui n'ont pas eu de contact direct avec Gaudí, comme Josep Maria Pericas (Casa Alòs, Ripoll), Bernardí Martorell (cimetière de Olius) ou Lluís Muncunill (Masía Freixa, Terrassa).
Malgré tout, Gaudí a laissé une profonde empreinte dans l'architecture du XXe siècle : des architectes comme Le Corbusier se sont déclarés admirateurs de l'œuvre de l'architecte catalan, et d'autres comme Pier Luigi Nervi, Friedensreich Hundertwasser, Oscar Niemeyer, Félix Candela, Eduardo Torroja ou Santiago Calatrava restent débiteurs du style inauguré par Gaudí. Frei Otto a employé les formes gaudiniennes dans le stade olympique de Munich. Au Japon, l'œuvre de Kenji Imai est d'une évidente influence gaudinienne, comme on peut l'apprécier dans le Mémorial aux vingt-six martyrs du Japon à Nagasaki (prix national d'Architecture du Japon en 1962), où l'on remarque l'emploi du célèbre « trencadis » de l'architecte de Reus. D'un autre côté, le travail d'enseignement et de recherche mené par les critiques d'art depuis les années 1950 a rendu à l'artiste l'importance qu'il méritait dans l'architecture du XXe siècle.

### Conception et artisanat

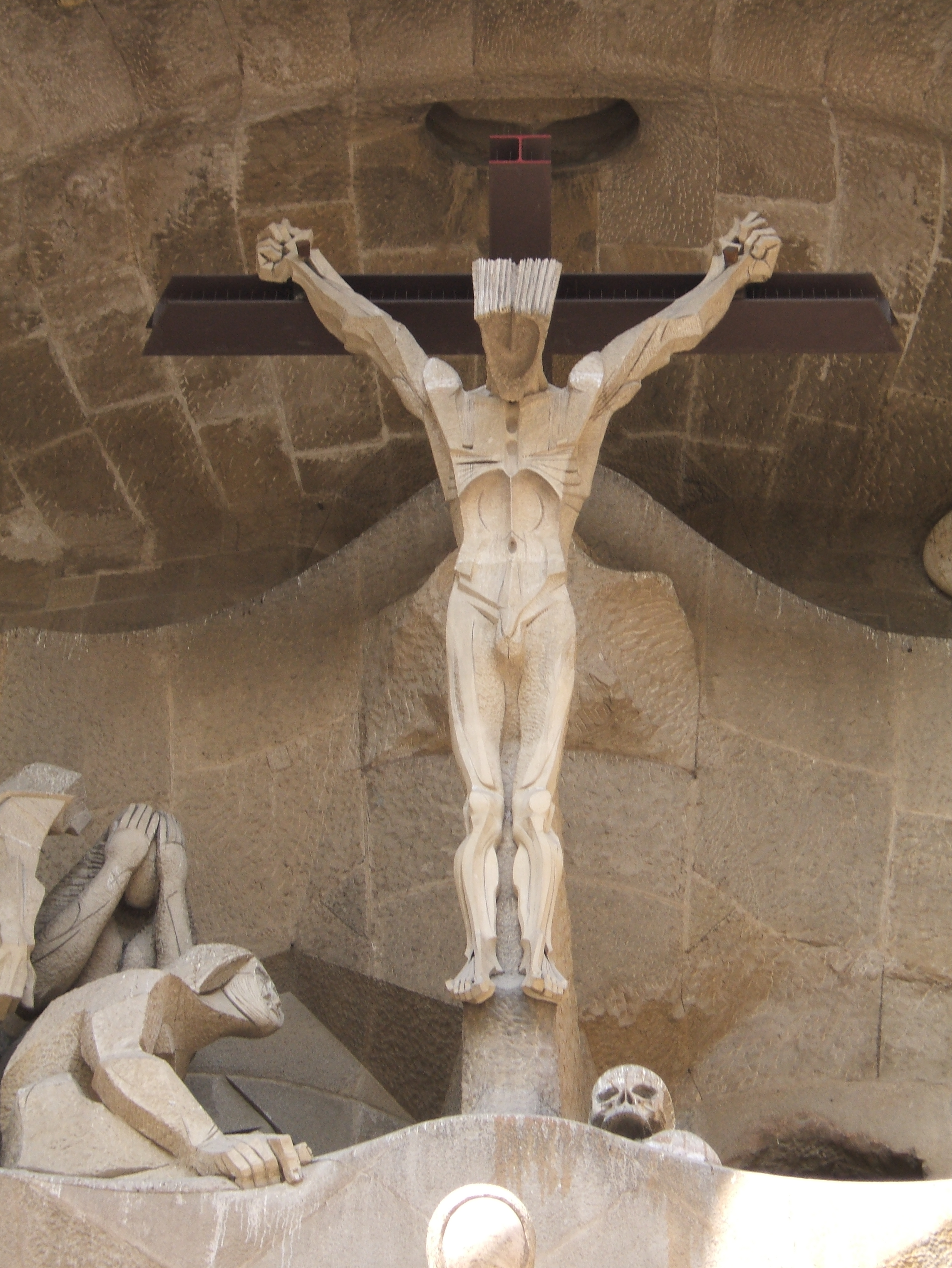
La passion du Christ, statue ajoutée après la mort de Gaudí, la Sagrada Família.

Dans sa période étudiante, Gaudí a fréquenté différents ateliers d'artisans, comme ceux de Eudald Puntí, Llorenç Matamala et Joan Oñós, et il y a appris les bases de toutes les professions en liaison avec l'architecture, comme la sculpture, la charpente, la ferronnerie, la verrerie, la céramique, le moulage en plâtre, etc. C'est ainsi qu'il a su assimiler les nouvelles avancées technologiques, incorporant dans sa technique la construction en fer ou en béton armé. Ceci parce que Gaudí avait une vision globale de l'architecture comme œuvre de conception multifonctionnelle, dans laquelle tout, jusqu'au moindre détail, devait être élaboré dans un ensemble harmonieux. Ces connaissances lui permirent non seulement de se consacrer à ses projets architectoniques, mais aussi de concevoir tous les éléments des œuvres qu'il créait, du mobilier jusqu'à l'éclairage et aux finitions en ferronneries.
Gaudí a également été un novateur dans le domaine des techniques artisanales, inventant de nouvelles solutions techniques et décoratives avec les matériaux qu'il utilisait, comme sa conception des placages de céramique faits de morceaux cassés (trencadís), dans des combinaisons originales et fantaisistes. Pour la restauration de la cathédrale de Majorque, il a inventé une nouvelle technique pour le vitrail, qui consistait à juxtaposer trois verres des trois couleurs primaires – avec parfois un verre neutre –, en variant l'épaisseur pour pouvoir graduer l'intensité de la lumière.
De même, il a lui-même conçu de nombreuses sculptures de la Sagrada Familia en appliquant une curieuse méthode de travail qu'il avait imaginée : en premier lieu, il se livrait à une étude anatomique approfondie de la silhouette, en se concentrant sur les articulations – pour cela, il a étudié minutieusement la structure du squelette humain. Parfois, il se servait de poupées de fils de fer pour tester la posture adéquate pour la silhouette à sculpter. Dans un deuxième temps, il réalisait des photographies des modèles, en utilisant un système de miroirs qui fournissaient de nombreuses perspectives. Ensuite, il réalisait des moulages en plâtre des silhouettes, de personnes comme d'animaux (un jour, il dut même hisser un âne pour le voir se mouvoir). À partir de ces modèles, il modifiait les proportions, de façon à obtenir une vision parfaite de la silhouette, en fonction de sa situation dans l'église (d'autant plus grandes qu'elles étaient élevées). En dernier lieu, il sculptait la pierre.

## Collaborateurs
À partir de 1904, un jeune confrère l'assista en permanence : Josep Maria Jujol (1879-1949). La modestie de ce disciple, que Gaudí considéra bientôt comme un fils, avait longtemps occulté son rôle auprès du Maître. Des études plus récentes lui ont rendu, entre autres, la céramique du parc Güell et de la Casa Batlló, de nombreux meubles, ainsi qu'une participation active à l'édification de la Sagrada Família.
Bonaventura Conill i Montobbio, architecte, 1876–1946, est l'initiateur du modernisme à Lloret de Mar. Il étudia à l'École d'Architecture de Barcelone et fut un disciple d'Antoni Gaudí.
D'autres collaborateurs ont travaillé sur la Sagrada Família : Francesc Berenguer, Josep Francesc Ràfols, Cèsar Martinell, Joan Bergos, Francesc Folguera, Josep Canaleta et Joan Rubió. D'abord apprenti sur ce chantier, Joan Matamala i Flotas acheva le statuaire de la façade de la Nativité de la basilique. Ce fut également lui qui mit au jour le projet inachevé de l'Hôtel Attraction.

## Œuvres

### Les œuvres inscrites au patrimoine mondial
Sept biens construits par l’architecte Antoni Gaudí à Barcelone ou à proximité ont été inscrits sur la liste du patrimoine mondial de l'humanité de l'UNESCO :
- le parc Güell, le palais Güell et la Casa Mila ont été inscrits en 1984[68] ;
- la liste a été étendue en 2005 à la Casa Vicens, la façade de la Nativité et la crypte de la cathédrale de la Sagrada Familia, la Casa Batlló et la crypte de la Colònia Güell[69].

L'inscription de ces œuvres a été justifiée notamment par leur caractère innovant et leur influence majeure sur le développement de l’architecture et de la construction, tant résidentielle que publique.

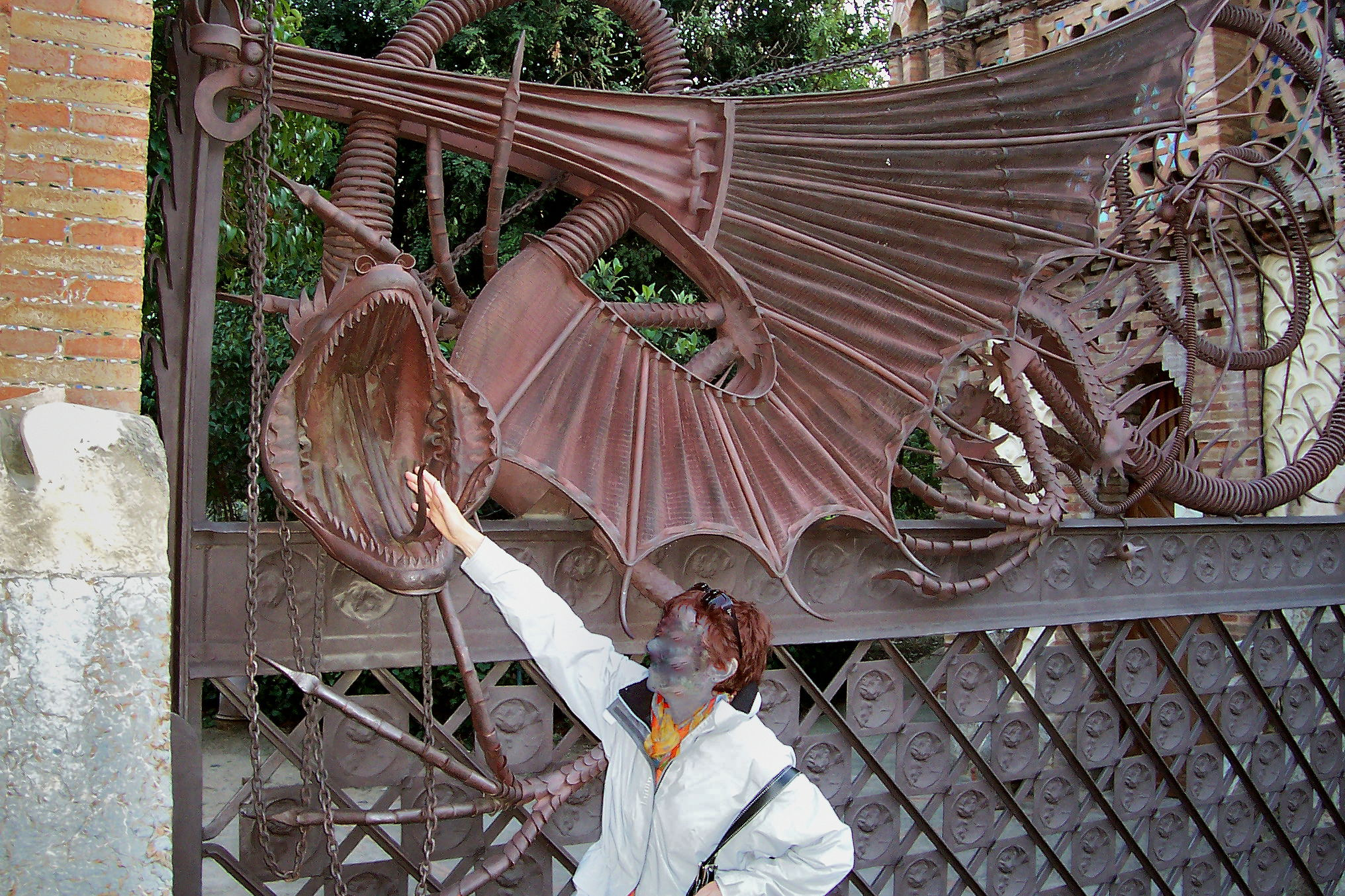
Grille au dragon par Gaudí.
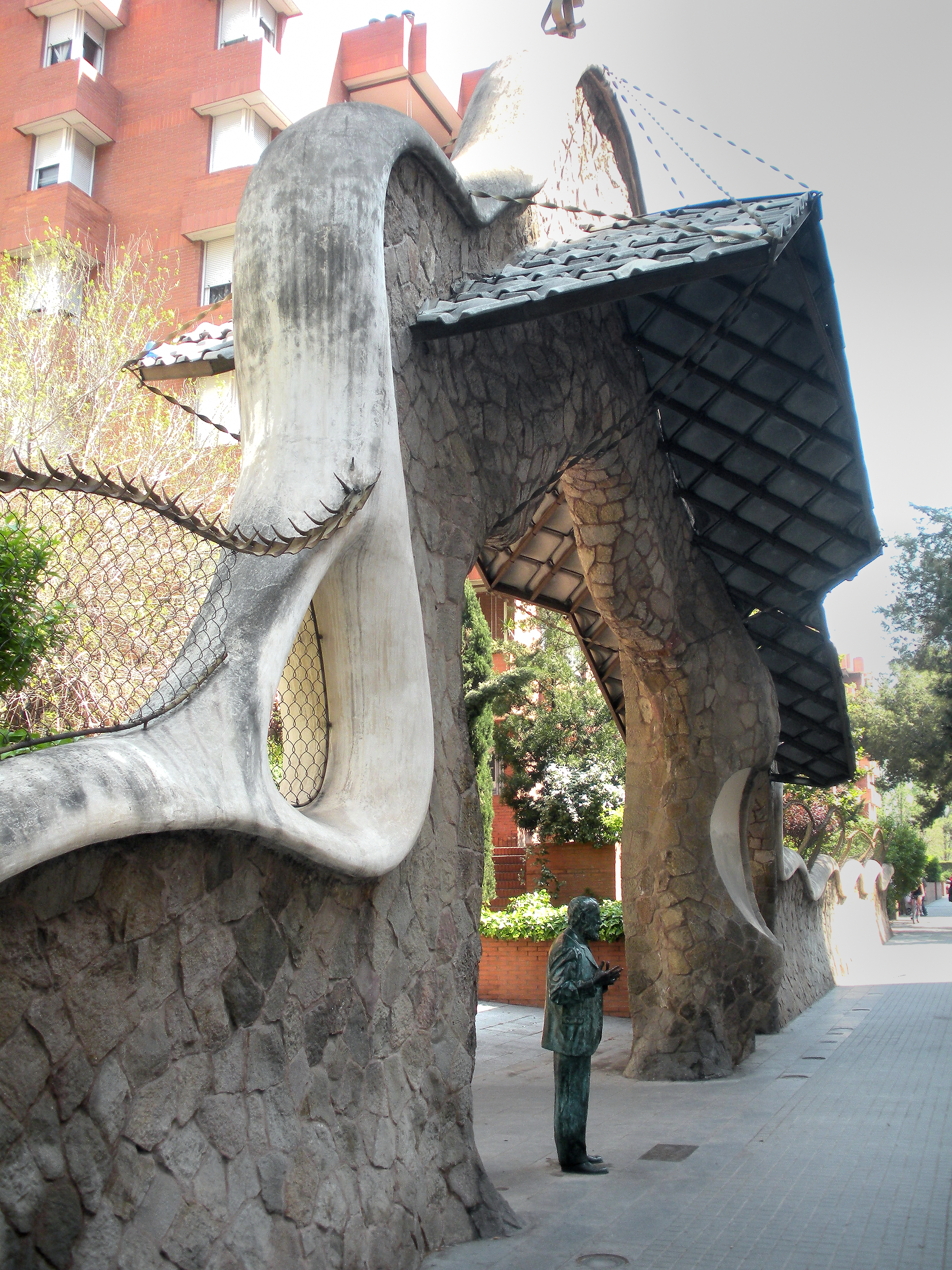
Statue de Gaudí devant grille et portail de sa création.
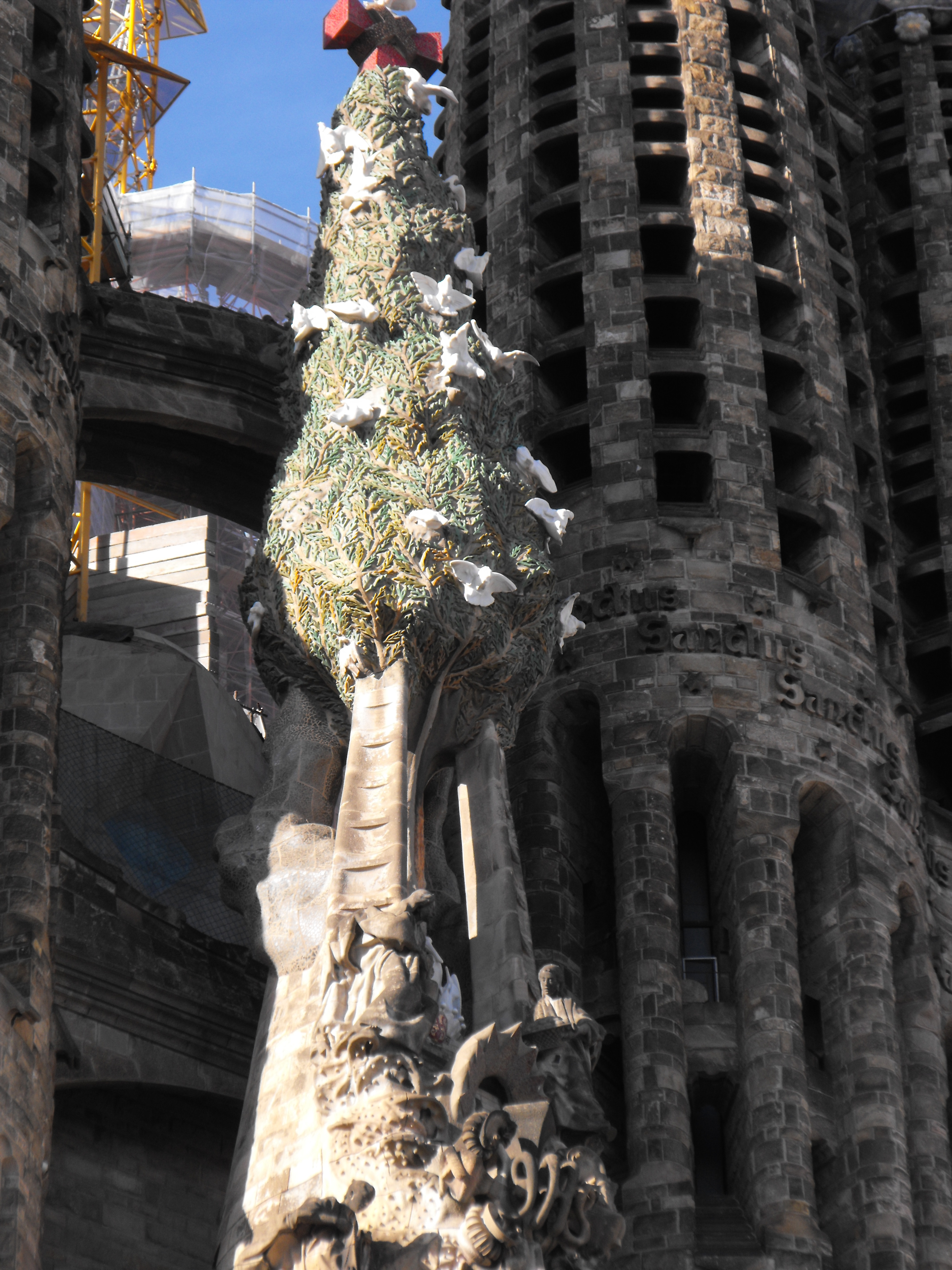
Cyprès du pinacle central de la façade de la Nativité de la Sagrada Família.

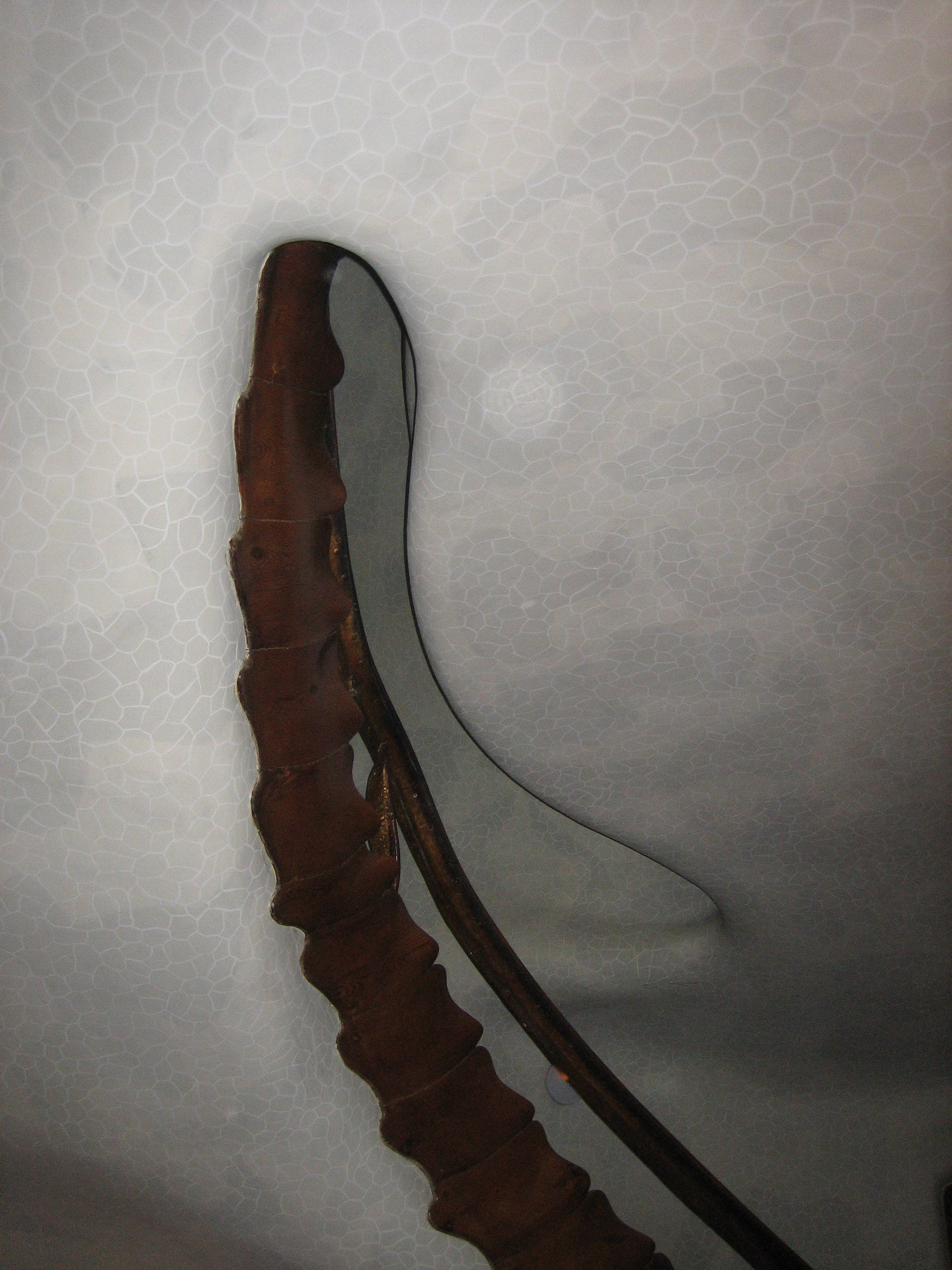
Détail de l'escalier de la Casa Batlló.
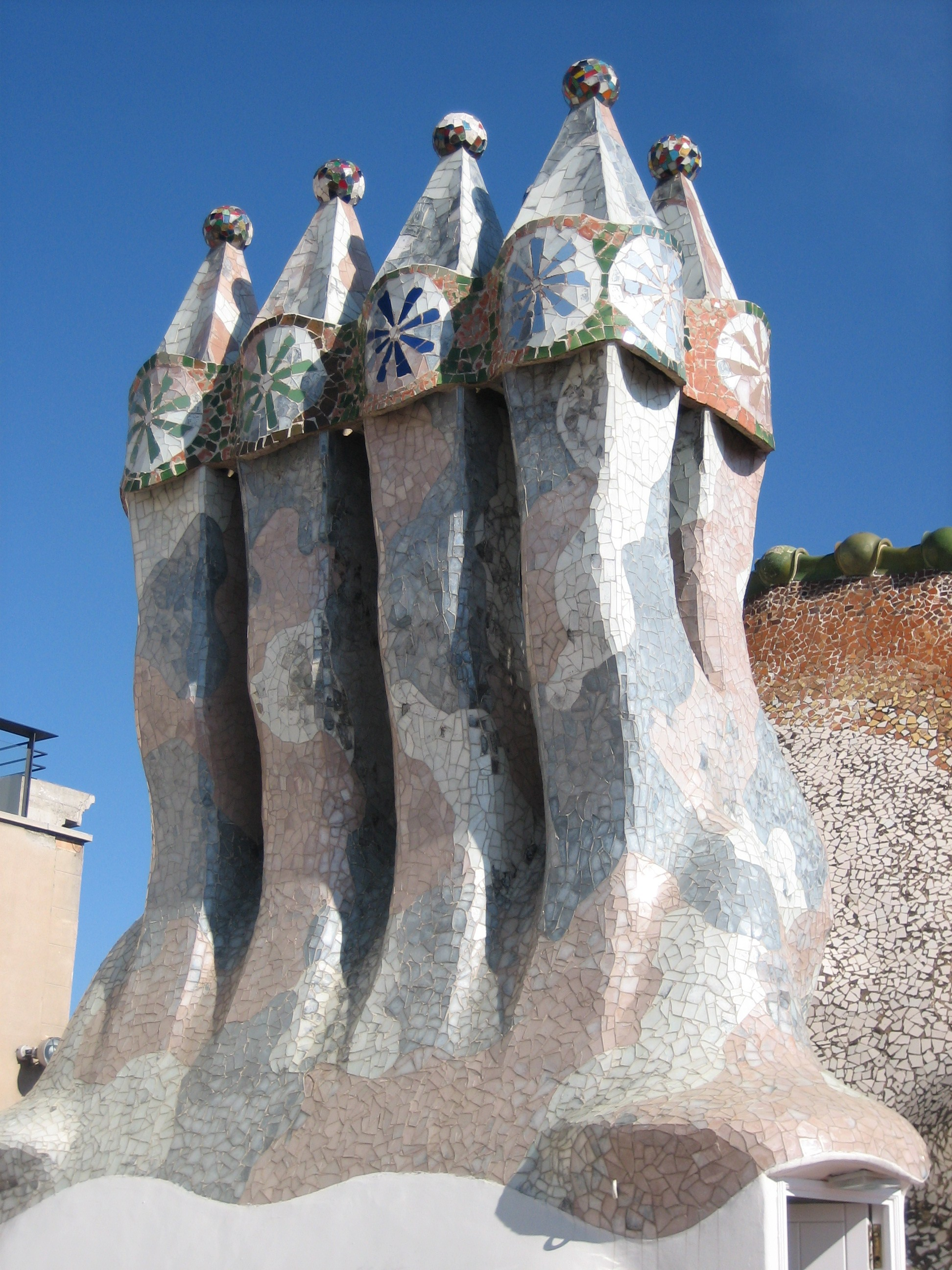
Les cheminées de la Casa Batlló.
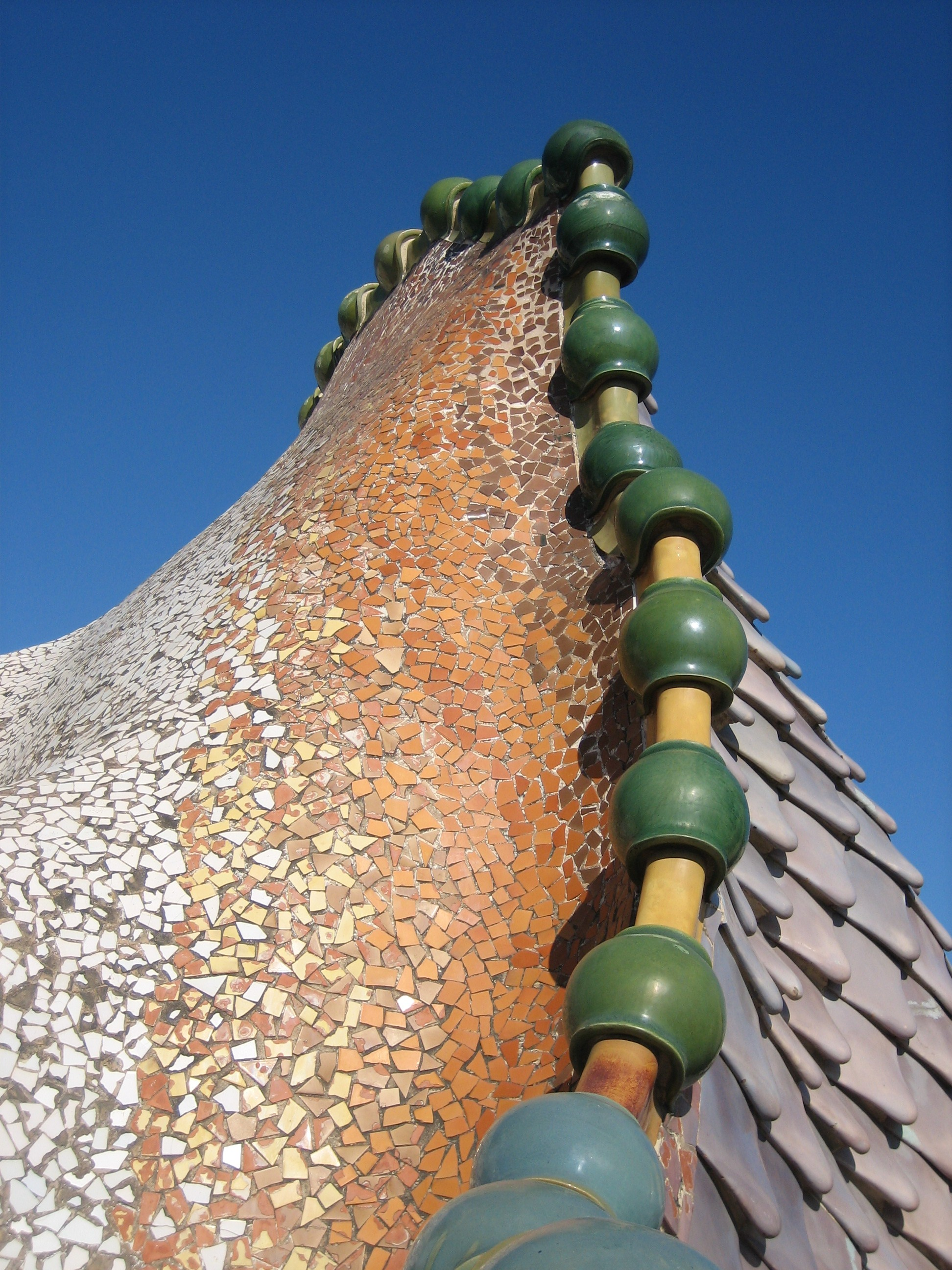
Détail d'un extérieur de la Casa Batlló.

### Les œuvres principales

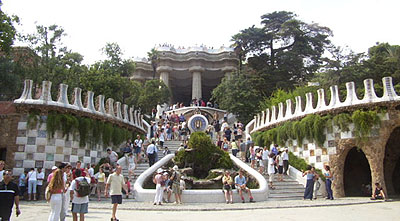
Le parc Güell de Barcelone.

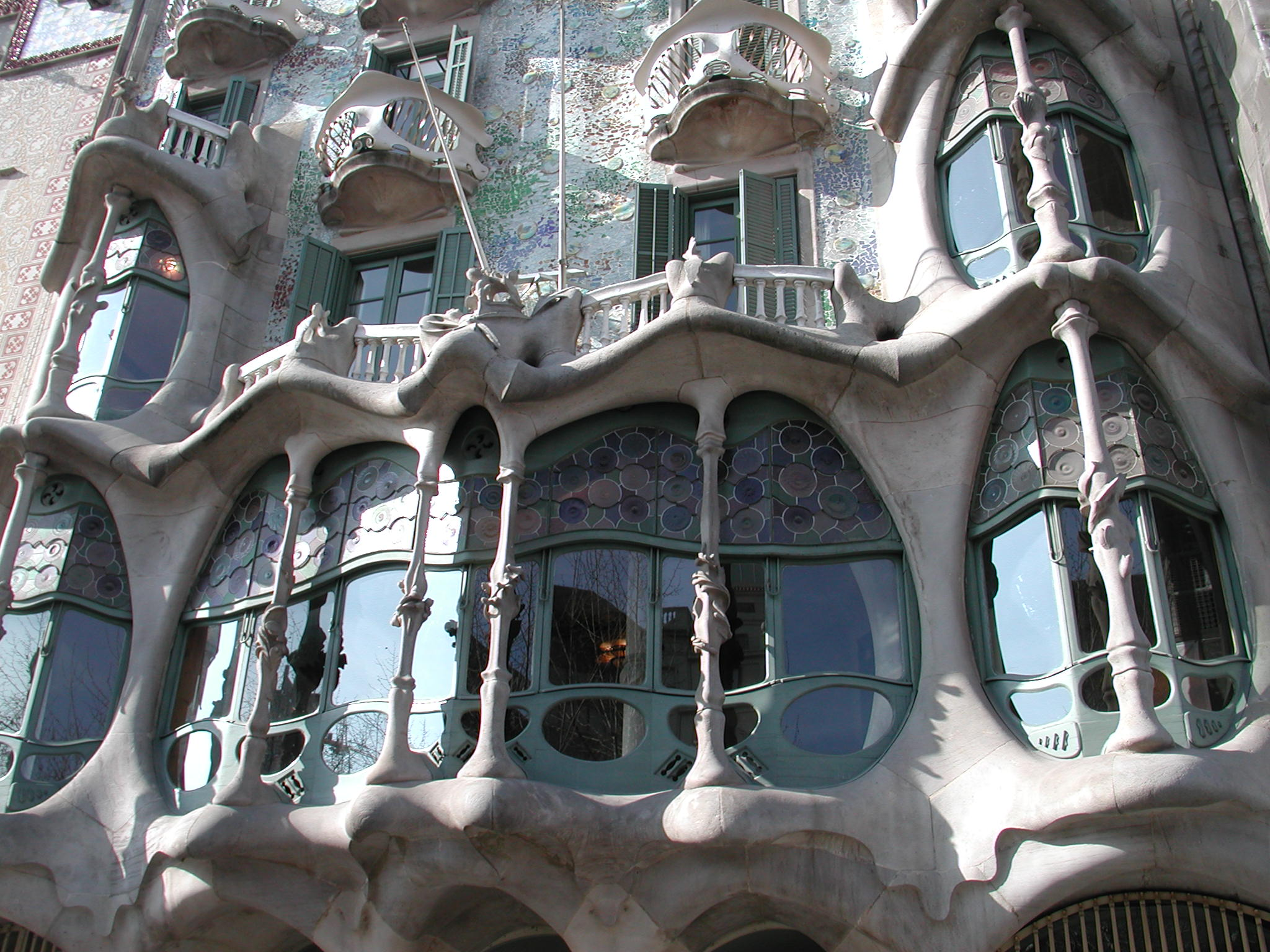
Détail de façade de la Casa Batlló.

- El Capricho (1883-1885) (Comillas, Cantabrie)
- Casa Vicens (1883-1888)
- Sagrada Família (1883-1926, inachevée à cette date)
- Pavillon Güell (Finca Güell) (1884-1887)
- Palais Güell (1885-1889)
- Collège Sainte-Thérèse (1888-1889) (Barcelone)
- Palais épiscopal d'Astorga (1889-1893) (Astorga)
- Casa Botines (1891-1893) (León)
- Casa Calvet (1898-1900)
- Crypte de la Colonie Güell (1898-1915)
- Bellesguard (1900-1909)
- Casa Batlló (1904-1906)
- Casa Milà (La Pedrera) (1905-1907)
- Parc Güell (1900-1914)

### Les projets moins connus
Des 90 projets recensés de Gaudí durant sa carrière, plusieurs ont été détruits ou n'ont pas été réalisés. Parmi ceux-ci, mentionnons :
- La Miranda, maison construite à Llinars del Vallès et détruite en 1939. La grille a été réinstallée au parc Güell.
- Les missions de Tanger, projet pour un hôpital et une école au Maroc qui ne fut pas réalisé.
- Chalet Graner, projet pour un chalet commandé par le peintre Lluís Graner qui prit naissance en 1904 et devait ressembler à la Casa Batlló, mais dont seules les fondations et les portes principales furent construites.
- Lampadaires de Vic, conçus pour la Plaça Major à Vic, qui furent détruits en 1924.
- L'Hôtel Attraction, projet d'hôtel découvert en 1956 et datant de 1908, d'une tour de 360 mètres à New York qui n'a pas été construite.

## Marché de l'art
Les pièces de mobilier et objets d'art décoratif réalisés par Gaudí sont extrêmement rares sur le marché de l'art.
En 2002, le musée d'Orsay acquiert un ensemble de Gaudí d'une collection privée à Paris pour deux millions d'euros.
Le 27 novembre 2007, un des paravents de la Casa Milà de Gaudí dit la Pedrera est vendu chez Christie's pour la somme de 1 385 000 dollars américains.
Le 25 mai 2011, Sotheby's vend à Paris, pour 385 000 euros, un banc à deux places provenant de l'église de la Colònia Güell (vers 1890) : record mondial pour un siège de l'artiste aux enchères.

## Hommages
- (10185) Gaudi, astéroïde